# 南海電気鉄道
南海電気鉄道株式会社（なんかいでんきてつどう、英: Nankai Electric Railway Co., Ltd.）は、大阪市の難波から関西国際空港、和歌山県北部の和歌山市や高野山、大阪府南部の泉北ニュータウンまでを結ぶ鉄道を経営する会社。総営業キロは169.0 km。日本の大手私鉄の一つであり、純民間資本としては現存する日本最古の私鉄である。南海グループの中核企業で、一般には「南海」または「南海電鉄」と略され、また「南海電車」の呼称もある。
2026年（令和8年）4月に鉄道事業を新会社に分社の上で、事業持株会社（統括会社）に移行することを予定している。

## 概要
本社は大阪市浪速区の今宮戎駅北西側に立地する南海なんば第1ビルに所在し、東京証券取引所プライム市場に上場している。阪堺電気軌道、南海バス、南海フェリーなどの交通事業者を傘下に置く。高野山への路線を運営していることから全国登山鉄道‰会に加盟している。2020年に迎えた創業135周年を機に定めたブランドスローガンは「‘なんかいいね’があふれてる」（英: Bound for Good Times.）。
鉄道事業は大阪 - 堺間の「阪堺」鉄道に始まり、堺 - 和歌山間の「紀泉」鉄道に進展。「紀泉」は大阪 - 和歌山間出願中の他社「紀阪」鉄道との合併によって「紀摂」鉄道となり、「紀摂」から「南陽」鉄道さらに「南海」鉄道と改称の上、「阪堺」鉄道の事業を「南海」鉄道が譲受した。「南海」の由来は紀伊国が属する五畿七道の南海道であり、のちに南海道に属する淡路・阿波（徳島県）への航路との船車連絡も果たした。現在も和歌山港 - 徳島港間に南海フェリーが就航しており、徳島バスも傘下に置いている。
鉄道との相乗効果が大きい観光・小売・不動産開発といった方面に事業を多角化しているが、本社やターミナル駅の難波駅がある難波周辺（ミナミ地区）に重点を置く。グループ内に百貨店を持っていない唯一の関西大手私鉄であるが、難波駅の駅ビルである南海ビルディングに系列外の髙島屋大阪店がテナントとして入居している。
長らくプロ野球球団の南海ホークスを保有していたが、1988年シーズン終了後ダイエーに売却し（売却後は福岡ダイエーホークス、現在は福岡ソフトバンクホークス）球団経営から撤退、球場も1998年に大阪球場、2001年に中百舌鳥球場をぞれぞれ閉鎖し、解体された。また、沿線で遊園地も経営していたが、2000年にさやま遊園、2020年にみさき公園をぞれぞれ閉園し撤退した。

## 歴史
1884年（明治17年）に関西経済界の重鎮であった藤田伝三郎、松本重太郎、田中市兵衛、外山脩造らによって大阪と堺の間を結ぶ鉄道敷設が出願され、大阪堺間鉄道として会社設立が許可されたのが始まりである。同年に社名を阪堺鉄道と改め、翌1885年（明治18年）12月に難波駅 - 大和川駅（後に廃止）間を開業した。日本鉄道（半官半民）、東京馬車鉄道に次ぐ、日本で3番目の私鉄として、また純民間資本としては日本最初の私鉄として設立され、路線は1883年（明治16年）に廃止された釜石鉱山鉄道の資材を用いて敷設された。1898年（明治31年）に大阪 - 和歌山間の鉄道を計画していた新設会社の南海鉄道が阪堺鉄道の事業を譲り受けた。
この1898年（明治31年）に高野鉄道（1896年〈明治29年〉設立。当時の社長は松方幸次郎）が堺から高野山を目指し、高野線の前身となる大小路駅（現在の堺東駅） - 狭山駅間を開業している。同年中に長野駅（現在の河内長野駅）まで延伸し、1900年（明治33年）には道頓堀駅（現在の汐見橋駅） - 大小路駅間が開業した。しかし経営は思わしくなく、根津嘉一郎が出資して設立された高野登山鉄道が1907年（明治40年）に経営を引き継いで1915年（大正4年）に橋本駅まで路線を延ばし、大阪高野鉄道に社名を改めた。
南海鉄道は1903年（明治36年）に難波駅 - 和歌山市駅間を全通させ、以後も合併により営業地域や規模を広げたが、路線は長らく大阪湾沿岸部に集中していた。南海鉄道の『開通五十年』では日露戦争後の鉄道国有化の時（1906年〈明治39年〉）、「わが社が国有化されなかったのは当時沿岸部にしか路線がないので軍事的立場から除外されたから」としている。1909年（明治42年）には競合路線を有していた浪速電車軌道を、1915年（大正4年）には同じく阪堺電気軌道を合併した。1920年（大正9年）の原内閣時に再度国有化の話が浮上し、前述の阪堺線買収後の赤字気味で今買収されるのは最悪の状態と南海重役の佐々木勇太郎と垂井清右衛門が上京して帝国議会に抗議しに行くほどの事態になったが、彼らの活躍とは無関係に議会が解散してしまい、この話はなかったことにされたという。
そして1922年（大正11年）には根津嘉一郎から譲られる形で初めて内陸に伸びる大阪高野鉄道を、1940年（昭和15年）には日中戦争激化に伴う交通統制（陸上交通事業調整法）で競合会社の阪和電気鉄道を、太平洋戦争開戦後の1942年（昭和17年）には加太電気鉄道を合併した。
1944年（昭和19年）に、元阪和電気鉄道の路線を戦時買収で運輸通信省に譲渡（阪和線となる）した後、前記の陸上交通事業調整法による戦時企業統合政策で関西急行鉄道（関急、1941年〈昭和16年〉に大阪電気軌道〈大軌〉を母体に設立）と合併し、近畿日本鉄道となり、鉄道線は難波営業局、軌道線は天王寺営業局の管轄となった。しかしこの合併は、資本面も含めて殆ど接点のない、経緯や社風が全く異なる者同士のものであって、当初から体制に無理が生じていた。当時の関急側の代表者であり、関急成立の立役者である種田虎雄でさえ、「南海との合同だけは、政府から無理強いされたもので、自分が望んだものではなかった」と語っていた。一般利用客の間でも、旧南海鉄道の路線については近畿日本鉄道に併合されていた時期でも従来通り「南海」「南海電車」と呼んでいた。そういう理由もあって、終戦後に難波営業局員主導で分離運動が起こり、1947年（昭和22年）に高野下駅 - 高野山駅間を運営していた高野山電気鉄道へ旧・南海鉄道の路線を譲渡する形で、南海電気鉄道が発足した（このため法人としての南海電気鉄道の設立日は高野山電気鉄道の設立日である1925年〈大正14年〉3月28日となっている）。1961年（昭和36年）には、貴志川線（2006年〈平成18年〉に和歌山電鐵へ譲渡）や和歌山軌道線（1971年〈昭和46年〉廃止）を経営していた和歌山電気軌道も統合している。
なお、浪速電車軌道と（初代）阪堺電気軌道の路線については、1980年（昭和55年）に南海子会社の（2代）阪堺電気軌道へ譲渡された。
他の在阪の大手私鉄は2016年（平成28年）4月までに阪急阪神ホールディングス、近鉄グループホールディングス、京阪ホールディングスといった純粋持株会社に移行した。南海はこの時点では在阪の大手私鉄で唯一、持株会社制度を取っていなかったが、2026年4月より、鉄道事業を運営する新事業者に分社化し、現在の同社は統括会社として残した上で、東急・東急電鉄との関係と同じ方式の事業持株会社方式に移行する予定である。事業持株会社の社名は『株式会社NANKAI』とし不動産賃貸業、不動産販売業、ショッピングセンターの経営を中心とした事業を行う一方、鉄道事業子会社（南海電気鉄道分割準備株式会社）が南海電気鉄道株式会社の商号を引き継ぐことになる。

### 年表
- 1884年（明治17年）
  - 6月16日 大阪堺間鉄道設立。
  - 11月22日 大阪堺間鉄道が阪堺鉄道に社名変更。
- 1885年（明治18年）12月29日 阪堺鉄道が難波駅 - 大和川駅（後に廃止）間を開業[注釈 6]。
- 1889年（明治22年）5月 紀泉鉄道設立。
- 1891年（明治24年）9月 紀阪鉄道設立。
- 1893年（明治26年）10月12日 紀泉鉄道と紀阪鉄道が合併し、紀摂鉄道と改称。
- 1895年（明治28年）
  - 紀摂鉄道が南陽鉄道と改称。
  - 8月25日 南陽鉄道創立総会。
  - 10月 南陽鉄道が南海鉄道に社名変更[17]。
- 1898年（明治31年）
  - 1月30日 高野鉄道が大小路駅（現在の堺東駅） - 狭山駅間を開業[18]。
  - 10月1日 阪堺鉄道が南海鉄道に事業譲渡[19]。
- 1900年（明治33年）10月26日 天下茶屋駅 - 天王寺駅間（天王寺支線）を開業。
- 1903年（明治36年）3月21日 難波駅 - 和歌山市駅間全通。
  - 同年、経営難になった紀和鉄道が身売りに来るが、色々と揉めた末に買収せず[15]。
- 1905年（明治38年）
  - 6月24日 臨時株主総会を開き、資本金70万円増資で難波 - 浜寺、並びに天王寺支線電化事業に取り組むことを決定する[20]。
  - 10月 同じく浜寺公園[注釈 7] - 貝塚の電化に160万円増資[20]。
- 1907年（明治40年）
  - 3月 残部電化のため90万円増資[20]。
  - 8月21日 7月に複線化した難波駅 - 浜寺駅間で電車運転を開始（天王寺支線は同年11月から電車運転開始）[20]。
- 1907年（明治40年）1月 客車（電車）の等級を一等・二等・三等から特等・並等に変更[20]。
- 1909年（明治42年）12月24日 浪速電車軌道を合併。上町線とする[20]。
- 1911年（明治44年）11月21日 難波駅 - 和歌山市駅間の全線電化完成[20]。
- 1912年（大正元年）8月1日 大阪府南部の沿線の10か村に電灯電力の供給を開始（詳細は「関西私鉄の電力供給事業」を参照）[21]
- 1915年（大正4年）6月21日 （初代）阪堺電気軌道を合併[20]。阪堺線、大浜線、平野線とする。
- 1922年（大正11年）
  - 9月6日 大阪高野鉄道、高野大師鉄道（未開業）を合併。高野線とする。
  - 12月2日 南海本線全線複線化完成。
- 1925年（大正14年）3月28日 高野山電気鉄道設立。
- 1938年（昭和13年）
  - 2月11日 高野線汐見橋駅 - 長野駅（現・河内長野駅）間複線化完成。
  - 5月1日 狭山遊園（後のさやま遊園）開園。
- 1934年（昭和9年）11月17日 国鉄紀勢西線（現・紀勢本線）直通列車「黒潮号」運転開始。
- 1936年（昭和11年） 2001形電車クハ2802号に試験的に冷房装置を搭載[22]。
- 1937年（昭和12年） 前年冷房装置を搭載したクハ2802号をもとにモハ2001〜2004号、クハ2801〜2804号の8両が「冷房電車」となる[22]。
- 1940年（昭和15年）12月1日 阪和電気鉄道を合併。山手線とする。
- 1942年（昭和17年）2月1日 加太電気鉄道を合併。加太線とする。
- 1944年（昭和19年）
  - 5月1日 運輸通信省が山手線を買収。国鉄阪和線となる。
  - 6月1日 関西急行鉄道と南海鉄道が合併、近畿日本鉄道となる[注釈 5]。
- 1947年（昭和22年）
  - 3月15日 高野山電気鉄道が南海電気鉄道に社名変更。
  - 6月1日 近畿日本鉄道が、旧・南海鉄道の路線を南海電気鉄道へ分離譲渡。
- 1949年（昭和24年）5月 東京・大阪・名古屋の各証券取引所に上場。
- 1951年（昭和26年）7月7日 高野線で特急「こうや号」運転開始。
- 1954年（昭和29年）3月 東証を上場廃止（大証・名証への上場は維持）。
- 1957年（昭和32年）4月1日 みさき公園開園。
- 1958年（昭和33年）8月1日 高野線でズームカー 21000系電車営業運転開始[23][24]。
- 1961年（昭和36年）
  - 11月1日 和歌山電気軌道を合併。貴志川線、和歌山軌道線とする。
  - 7月5日 高野線の特急「こうや号」でデラックスズームカー20000系電車営業運転開始[23][24]。
- 1962年（昭和37年）12月 高野線ステンレスカー 6000系電車が製造[23][24]。
- 1963年（昭和38年）10月 南海線 7000系が製造[23]。
- 1966年（昭和41年）12月1日 北島支線廃止。
- 1967年（昭和42年）
  - 4月1日 南海本線の男里川橋梁で列車脱線転落事故発生（「男里川橋梁列車脱線転落事故」参照）。
  - 7月24日 南海本線 箱作駅で貨物列車と急行列車の衝突事故発生（「南海電鉄箱作駅構内列車衝突事故」参照）。
- 1968年（昭和43年）1月18日 天下茶屋駅構内で高野線回送列車と南海線急行列車の衝突事故発生（「天下茶屋駅列車衝突事故」参照）。
- 1971年（昭和46年）
  - 4月1日 和歌山軌道線が全線廃止。南海電鉄バス（当時、現在の和歌山バス）に代替。
  - 4月1日 泉北高速鉄道線が開業し、高野線と相互直通運転開始。
- 1972年（昭和47年）
  - 6月1日 新社章を制定。
  - 12月1日 和歌山市駅に自動改札機を初設置し、試験運用を開始。
- 1973年（昭和48年）10月 貴志川線を除く鉄道線全線の架線電圧1500 Vへの昇圧が行われる。
- 1980年（昭和55年）
  - 6月15日　第1次大阪市内立体交差化（南海本線の玉出駅 - 住ノ江駅間）が完成。　
  - 11月23日 難波駅改良工事完成。この頃から、駅の案内表示にそれぞれの路線のシンボルマークとラインカラー（南海線は青、高野線は緑）が使われはじめる。
  - 11月28日 平野線と大浜線（1949年から休止中）が廃止。平野線は前日に開通した大阪市営地下鉄谷町線天王寺駅 - 八尾南駅間に代替。
  - 12月1日 上町線と阪堺線を（2代）阪堺電気軌道に分離譲渡。
- 1982年（昭和57年）4月16日[25] 高野線で界磁チョッパ制御車8200系電車営業運転開始。
- 1983年（昭和58年）6月26日 高野線の特急「こうや号」で30000系電車営業運転開始[25][24]。
- 1984年（昭和59年）11月18日 天王寺支線の天下茶屋駅 - 今池町駅間が廃止（大阪市営地下鉄堺筋線の延伸工事、第2次大阪市内立体交差化工事の本格化に伴う処置）。
- 1985年（昭和60年）
  - 3月14日 紀勢本線との直通列車「きのくに」（南海線内は特急、国鉄線内は急行）廃止。　
  - 4月30日 南海線で9000系電車営業運転開始[25]。
  - 5月7日 南海本線の堺市内立体交差化工事（住ノ江駅 - 石津川駅間）が完成[25]。
  - 11月1日 南海線で10000系による特急「サザン」運転開始[26]。特急「四国号」廃止。
- 1987年（昭和62年）8月1日 自社専用の磁気式プリペイドカード「マイチケット」の販売開始。
- 1990年（平成2年）
  - 4月 アバンに業務委託[27]し、同社から派遣を受けた「パッセンジャー・アテンダント」（女性乗務員）の乗務開始。
  - 5月2日 高野線で2000系電車営業運転開始[25]。
- 1992年（平成4年）
  - 4月9日 これまでの緑色から、灰色地に青帯とオレンジ帯のニューカラーデザイン電車を運転開始。以後、全車両の塗色が変更される。
  - 11月10日 高野線で11000系による特急「りんかん」運転開始。特急「こうや号」を特急「こうや」に改称[24]。
  - 南海線・高野線で1000系電車営業運転開始。
- 1993年（平成5年）
  - 4月1日 天王寺支線の今池町駅 - 天王寺駅間が廃止され、同線全線廃止。
  - 4月1日 橋本・高野山地区のバス路線を南海りんかんバスに移管。
  - 4月1日 羽車の社章に代わりコーポレートシンボルマークを制定[28]。
- 1994年（平成6年）
  - 6月15日 関西国際空港に乗り入れる空港線開業（ラインカラーは紫）。
  - 9月4日 関西国際空港の開港に伴い南海線で50000系による空港特急「ラピート」運転開始[26]。
- 1995年（平成7年）
  - 9月1日 高野線河内長野駅 - 橋本駅間の複線化が完成。同線難波駅 - 橋本駅間の愛称「りんかんサンライン」使用開始（命名経緯）。
  - 11月1日 大阪市内連続立体交差化が全面完成。
- 1999年（平成11年）
  - 3月1日 高野線の特急「こうや」「りんかん」で31000系電車営業運転開始[24]。
  - 3月31日 磁気式プリペイドカード「マイチケット」の販売終了。
  - 4月1日 貴志川線を除く全線でスルッとKANSAIを導入。「南海コンパスカード」を発売。
- 2000年（平成12年）4月1日 さやま遊園閉園。
- 2001年（平成13年）10月1日 バス部門（南海電鉄バス）を南海バスに分社。
- 2002年（平成14年）5月26日 和歌山港線の和歌山港駅 - 水軒駅間が廃止。
- 2005年（平成17年）
  - 3月31日 高野線で2300系電車営業運転開始[29][30]。
  - 11月27日 泉佐野駅の立体交差化工事が完成。
- 2006年（平成18年）
  - 4月1日 貴志川線を岡山電気軌道の子会社和歌山電鐵に譲渡。
  - 7月1日 PiTaPa導入。南海は南海グループカード minapitaを発行。同時にICOCAも利用可能に。
- 2007年（平成19年）4月19日 大阪球場再開発事業（なんばパークス）全面開業。なんばパークス（画像左端下が南海会館ビル）
- 2008年（平成20年）

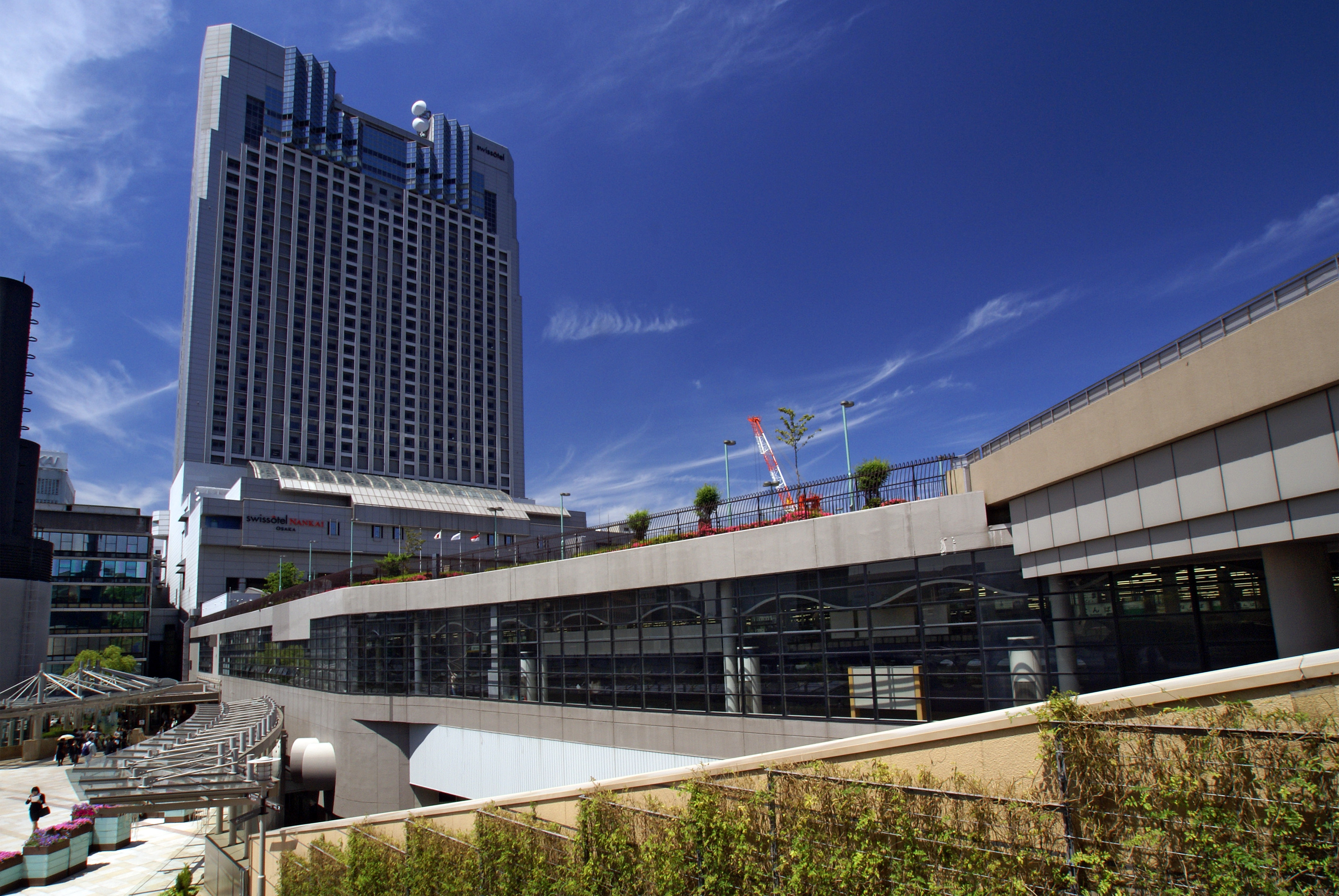
なんばパークス（画像左端下が南海会館ビル）

  - 3月21日 東京証券取引所第一部市場に再上場（上場承認日は3月14日）。
  - 南海線で8000系電車（2代）営業運転開始。
- 2009年（平成21年）
  - 3月20日 「りんかんサンライン」の愛称、事実上廃止。
  - 3月21日 徳島バスを子会社化。
  - 7月3日 高野線で観光列車「天空」運転開始[24]。
- 2010年（平成22年）10月1日 南海都市創造を吸収合併。
- 2011年（平成23年）
  - 4月1日 関西の大手私鉄では初となる、全駅での駅構内終日禁煙を開始。
  - 9月1日 全ての特急列車が禁煙となる。南海線の特急「サザン」で12000系営業運転開始[31]。
- 2012年（平成24年）4月1日 全線（乗り入れ先の泉北高速鉄道線、子会社の阪堺電気軌道も含む）で駅ナンバリングを導入。南海本線に走っていた自由席のみの特急を廃止。
- 2013年（平成25年）
  - 2月12日 本社事務所を浪速区敷津東の難波C街区に所在する南海なんば第1ビルへ移転[32][33]。
  - 3月23日 Kitaca、PASMO、Suica、manaca、TOICA、nimoca、はやかけん、SUGOCAがIC乗車カード全国相互利用開始で利用可能に。
  - 4月1日 これまで支線の一部駅のみであった駅員の無人化を主要駅を除く駅のうちの多くに実施。
  - 7月12日 大証における上場を廃止。
  - 12月15日 名証における上場を廃止。
- 2014年（平成26年）7月1日 大阪府などから株式を取得し、泉北高速鉄道線を運営する大阪府都市開発を子会社化[34]。大阪府都市開発は泉北高速鉄道に社名変更[35]。
- 2015年（平成27年）
  - 9月30日 南海線の7000系電車定期運用終了[36]。10月3日の住ノ江検車区での記念撮影会のための団体臨時列車で営業運転終了[37]。
  - 10月8日 南海線で8300系電車が営業運転開始[38]。南海の通勤車両初の自動放送搭載。
- 2017年（平成29年）
  - 3月25日 南海電鉄各駅でICOCA、およびICOCA定期券（南海線内定期券、および泉北高速・阪神・京阪・近鉄・JR西日本などとの連絡定期券）の発売を開始[39][40]。
  - 4月1日 前照灯の終日点灯を開始（泉北高速鉄道も同日から実施）。
  - 4月25日 関西エアポートとともに台湾の桃園捷運公司・桃園国際機場公司との間で連携協定を締結[41]。
  - 10月22日 台風21号により、南海本線樽井駅 - 尾崎駅間の男里川橋梁で橋脚傾斜、高野線上古沢駅構内で道床流出が発生し、南海本線樽井駅 - 尾崎駅間と高野線高野下駅 - 極楽橋駅間が不通となる[42][43]。
  - 10月24日 スイスのモントルー・オーベルラン・ベルノワ鉄道 (MOB) と姉妹鉄道協定を締結[44]。
  - 11月1日 南海本線樽井駅 - 尾崎駅間の男里川橋梁の上り線について、安全に運行できることが確認され、単線運転により運行を再開[45]。
  - 11月23日 南海本線樽井駅 - 尾崎駅間の男里川橋梁下り線が復旧し、上下線での運行を再開[46][47]。
- 2018年（平成30年）3月31日 高野線高野下駅 - 極楽橋駅間が復旧し、運行再開[48][49]。

| E200型電気機関車E212号機「台日友誼号」 |  | 同E213号機「藍武士号」 |
| E200型電気機関車E212号機「台日友誼号」 |  | 同E213号機「藍武士号」 |

- 2019年（平成31年・令和元年）
  - 1月 台湾での訪日旅行促進活動の一環で台湾鉄路管理局（台鉄）および交通部観光局とコラボレーション、「ラピートブルー」の塗装を施した台鉄の列車運行を開始（期間は約半年間）[50]。
  - 10月1日 南紀エリアの事業統括・旅行業を担う中間持株会社として株式会社南紀観光ホールディングスが発足[51]。
  - 11月22日 高野線でも8300系電車が営業運転開始[52]。
- 2020年（令和2年）3月31日 みさき公園の事業から撤退[53][54]。
- 2021年（令和3年）
  - 4月3日 主要16駅において、Visaのタッチ決済による入出場の実証実験を開始[55]。
  - 4月15日 主要16駅において、QRコードによる入出場の実証実験を開始[55]。
  - 7月7日 新型コロナウイルス感染症の流行に対応して、人工知能（AI）による非接触型利用者案内の実験を、難波駅において近畿日本鉄道と連携して開始[56]。
- 2023年（令和5年）
  - 3月1日 minapitaポイントマイレージで利用登録済のPiTaPaまたはICOCAで乗車した際にminapitaポイントを進呈する「ICカード登録型minapitaポイント還元サービス」を開始[57]。
  - 3月31日 普通回数乗車券（障がい者割引回数乗車券を除く）の発売をこの日で終了[58]。
- 2024年（令和6年）12月27日 通天閣観光の株式70%を取得し、子会社化[59][60]。
- 2025年（令和7年）
  - 3月3日 南海電気鉄道の鉄道事業を継承する子会社として南海電気鉄道分割準備株式会社を設立[7]。
  - 4月1日 子会社の泉北高速鉄道を吸収合併[61][5]。
- 2026年（令和8年）4月 鉄道事業を南海電気鉄道分割準備株式会社（同社が南海電気鉄道株式会社に商号変更）に分社の上で、事業持株会社（統括会社）株式会社NANKAIに移行予定[8][7][16]。

## 社章・コーポレートシンボル

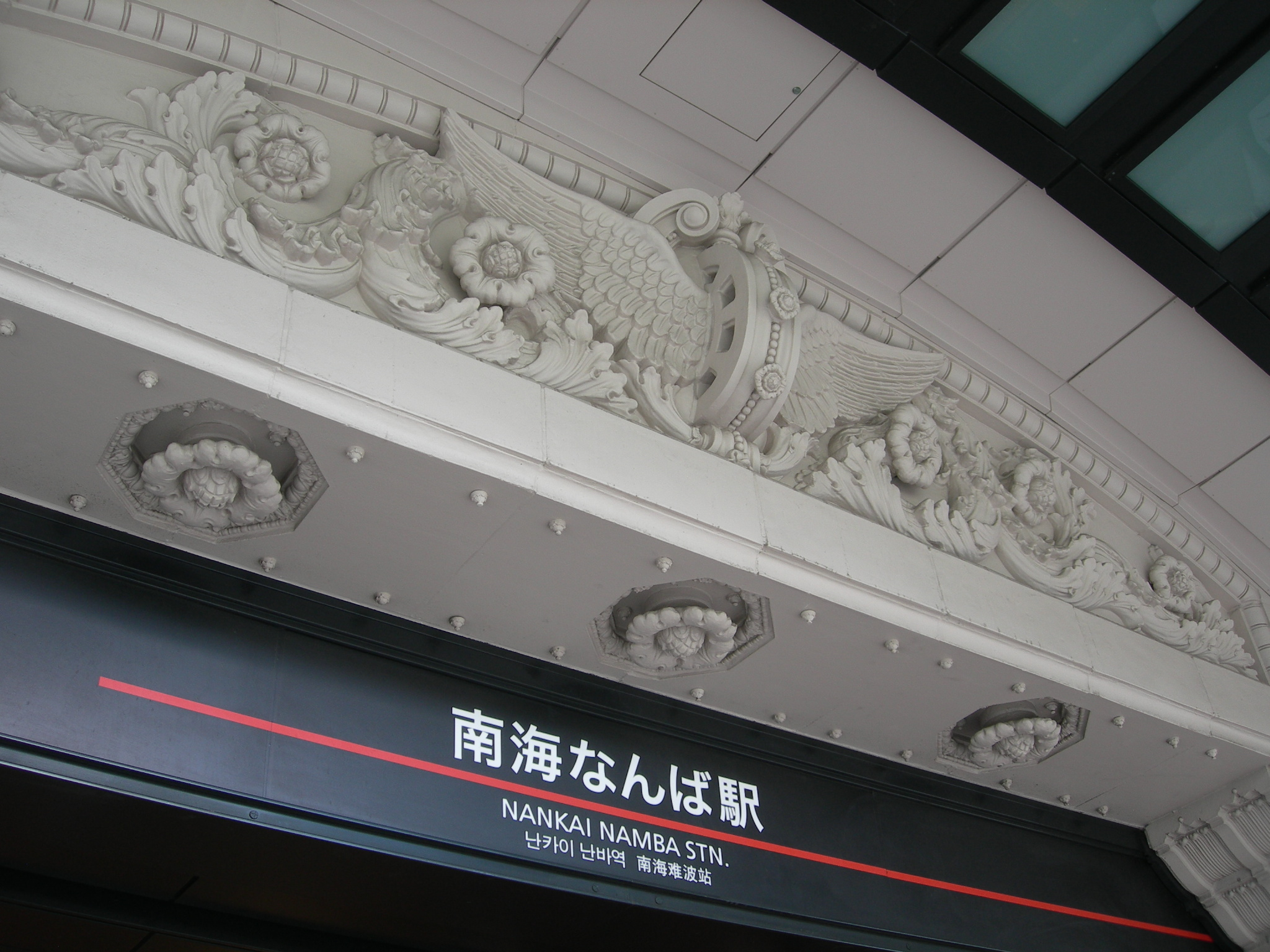
難波駅北口にある「羽車マーク」のモニュメント

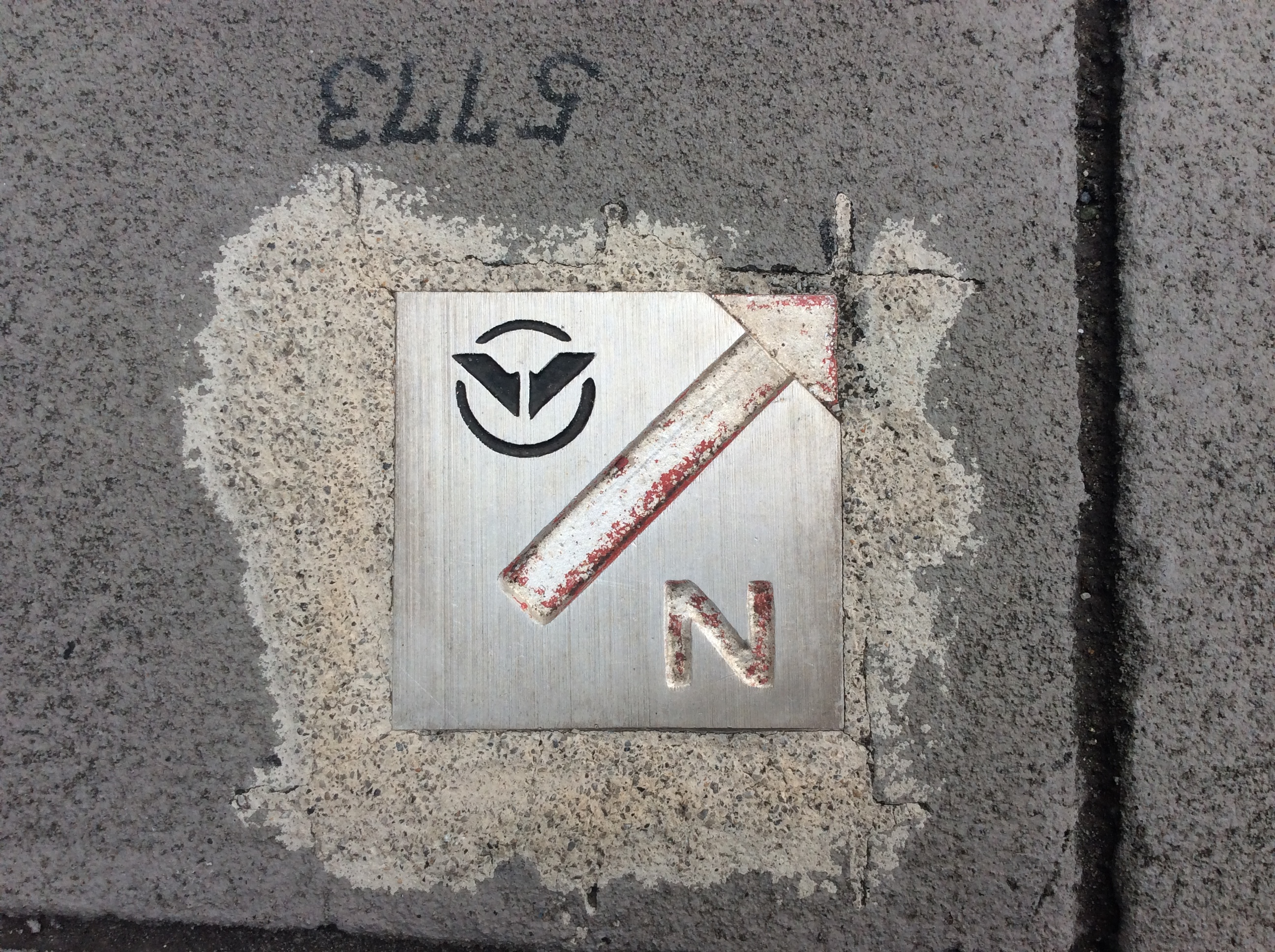
土地境界標

初代社章は羽車マークと呼ばれ、前身の阪堺鉄道時代の意匠から車輪の向きを変えて継承したものである。車輪に羽根（翼）が生えたデザインはヨーロッパ諸国の国営鉄道の紋章によく見られるものだが、阪堺鉄道がヨーロッパから車両を輸入した際この紋章の「車輪に羽根が生えれば速い」との意匠を気に入り会社のマークとして採用、南海となった後も車輪の向きのみ変えて使用したとされる。1947年6月1日、グレートリングから改称した南海ホークスの球団名も、この「羽根＝鳥」にちなんだといわれる。現在でも難波駅の北側入口上には、羽車をかたどったモニュメントが飾られている。
また、南海の各駅に広告が掲示されている「羽車ソース」のマークも、南海の旧社章をモチーフとしたものである。
現行社章（作者・信貴徳三）は会社新発足25周年を記念して1972年（昭和47年）6月1日に制定されたものである。はぐるまと称するその意匠は先代社章の要素を踏襲しており、両翼は南海線・高野線の二大幹線を表すとともに明日への創造・飛躍を、先代よりも記号化された車輪は諸事業における無限の可能性と徹底的追求を象徴している。これらの意匠を囲む円は南海沿線を表現したもので、同時に制定された南海グループの統一社章では二重円となっている。
関西国際空港の開港を翌年に控えた1993年（平成5年）4月1日に、社章とは別にCI導入による「NANKAI」を表したコーポレートシンボルを制定した（作者・レイ吉村）。2色のコーポレートカラー（未来を切り開く英知を表す「ファインレッド」、豊かな生活や文化を育む活力を表す「ブライトオレンジ」）からなるコーポレートシンボルも翼の要素を引き継いでおり、総合生活企業として未来に向けて力強く羽ばたいていく姿勢を表現している。
阪堺電気軌道・和歌山バスなど一部のグループ会社もこのコーポレートシンボルを追随して導入している。

初代社章
2代目社章（現行）
コーポレートシンボル

## 本社事務所
南海なんば第1ビルとして2012年12月竣工。設計は大林組、施工は同社と南海辰村建設。地上12階、高さ約55m、延床面積16,838平方メートル 。難波再開発地区の南端にあり、ビル低層部には大阪公立大学の生涯学習の拠点があり、ライブハウス・Zepp Nambaに中庭で接続する。内部は無柱なため、フレキシブルなオフィスが可能。またルーバーや小庇による熱負荷の低減、壁面緑化の採用など、環境にも配慮した建物となっている。2016年に第36回大阪都市景観建築賞奨励賞を受賞。

## 路線
以下の各路線を有し、南海本線とその支線群（本線群扱いである空港線を除く）を南海線と総称している。南海線の各支線は「高師浜支線」というように「…支線」と称していたが、天王寺支線が廃止された1993年から空港線が開業した1994年頃より単に「…線」と呼ばれることが多くなった。なお、国土交通省監修の『鉄道要覧』には「…線」と記載されている。路線の総延長は169.0 km。
南海本線・空港線および高野線・泉北線が主要路線（本線扱い）であり、その路線群ごとにシンボルマークが制定されている。

### 現有路線

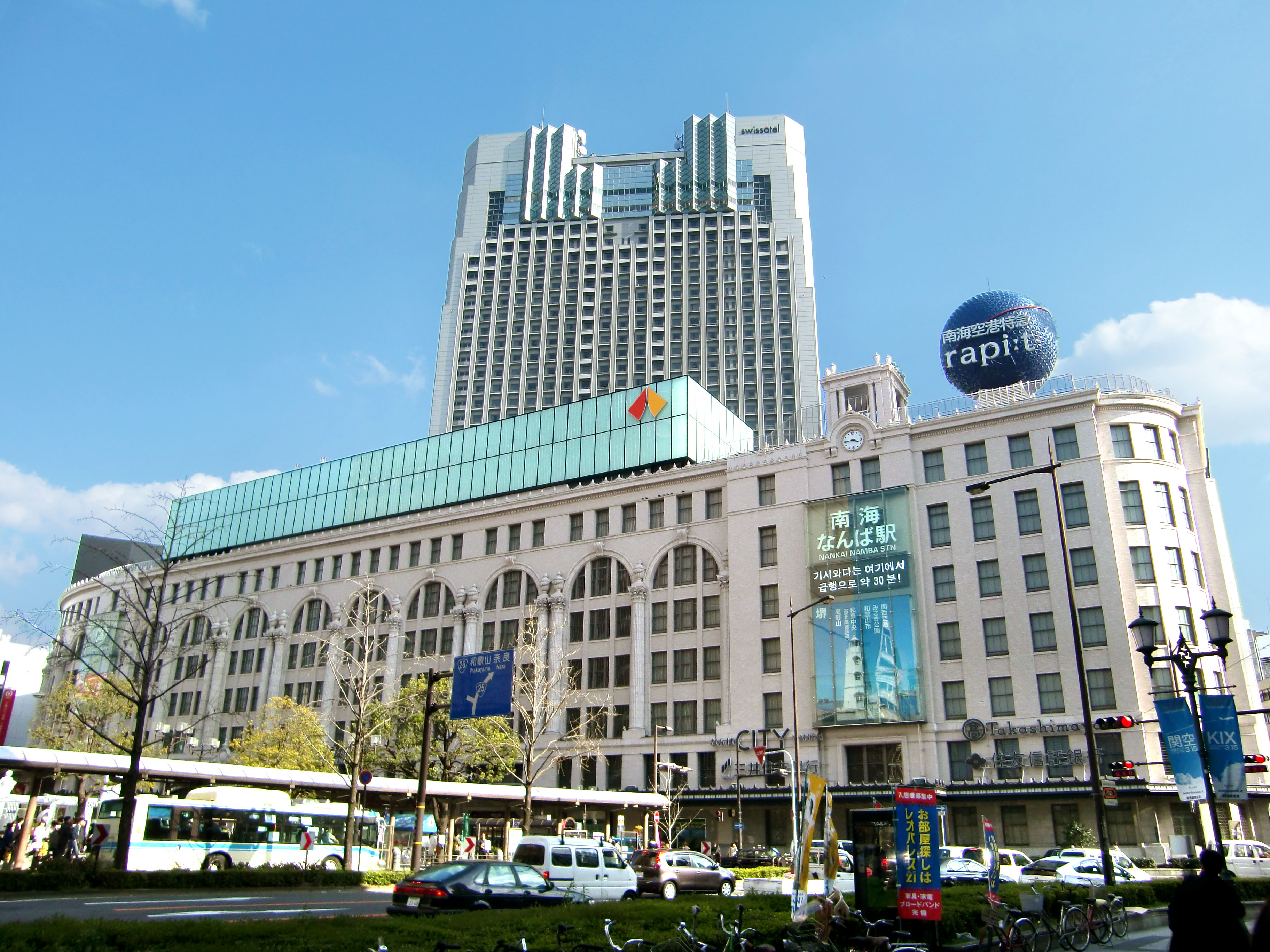
難波駅（なんばスカイオ竣工前）

駅ナンバリングの路線記号はすべて (NK)
- 南海線（ラインカラーは      青）
  - 南海本線： 難波駅 - 和歌山市駅 64.2 km
  - 高師浜線： 羽衣駅 - 高師浜駅 1.4 km
  - 多奈川線： みさき公園駅 - 多奈川駅 2.6 km
  - 加太線： 紀ノ川駅 - 加太駅 9.6 km
  - 和歌山港線： 和歌山市駅 - 和歌山港駅 2.8 km
- 空港線（ラインカラーは      紫）： 泉佐野駅 - 関西空港駅 8.8 km
- 高野線（ラインカラーは      緑）
  - 高野線： 汐見橋駅 - 極楽橋駅 64.5 km（ただし列車運行上は難波駅発着である[注釈 10]）
    - 汐見橋線（通称）： 上記のうち、汐見橋駅 - 岸里玉出駅 4.6 km

  - 鋼索線： 極楽橋駅 - 高野山駅 0.8 km
- 泉北線（ラインカラーは      黄緑）： 中百舌鳥駅 - 和泉中央駅 14.3 km
2025年4月1日より、泉北高速鉄道線を譲り受け、新たに泉北線として、自社路線に組み込まれた。ラインカラーは黄緑色となり、駅ナンバリングもNKに変更した（高野線から分岐する路線ではあるが、泉北線は空港線と同様の本線扱いとされ、駅ナンバリングに枝番は付かず、またラインカラーも空港線同様に独自のものである）[5]。

他の関西の大手私鉄の路線は、京都市・大阪市・神戸市の京阪神3都市のうち2都市以上を結んでいるのに対し、南海はこのうち大阪市にしか路線を持たない。
また、保有路線の全線が狭軌（軌間1,067mm）であるのも関西の大手私鉄では唯一である（詳細は後節参照）。

路線図

### 廃止・譲渡路線
- 南海線
  - 天王寺支線：天下茶屋駅 - 天王寺駅 2.4 km
  - 国社連絡線：和歌山市駅 - 国社分界点 1.0 km（鉄道事業法施行時に西日本旅客鉄道（JR西日本）に施設ごと貸与し、同社の第1種鉄道事業区間となった）
  - 和歌山港線：和歌山港駅 - 水軒駅 2.6 km
  - 北島支線：和歌山市駅 - 北島駅 - 東松江駅 2.6 km
- 高野線
  - 紀ノ川口支線：妻信号所 - 紀ノ川口駅 0.6 km
- 山手線：（国有化され阪和線となる）
  - 南海天王寺駅 - 南海東和歌山駅 61.2 km
  - 鳳駅 - 山手羽衣駅 1.6 km
- 貴志川線： 和歌山駅 - 貴志駅 14.3 km（岡山電気軌道が出資する和歌山電鐵が継承）
- 大阪軌道線
  - 阪堺線：恵美須町 - 浜寺駅前 14.1 km（阪堺電気軌道が継承）
  - 上町線：天王寺駅前 - 住吉公園 4.6 km（阪堺電気軌道が継承）
  - 平野線：今池 - 平野 5.9 km
  - 大浜支線：宿院 - 大浜海岸 1.4 km
- 和歌山軌道線
  - 海南線：市駅前 - 海南駅前 13.4 km
  - 新町線：公園前 - 国鉄和歌山駅 1.6 km
  - 和歌浦支線：和歌浦口 - 新和歌浦 1.1 km

### 計画路線

#### なにわ筋線
- 新今宮駅 - （仮称）西本町駅 - 大阪駅（地下ホーム）[72][73]
  - 新今宮駅と大阪駅以外の駅名は仮称[注釈 12]。

新大阪と難波を結んで関空アクセスの利便性を高める路線として、1980年代からなにわ筋線の計画があった。長らく構想自体が停滞していたが、2017年3月、大阪府と大阪市、JR西日本、南海電気鉄道、阪急電鉄の5者が新たな事業計画で大筋合意したと報じられた。
同年5月には、JR難波駅 - （仮称）西本町駅 - （仮称）中之島駅 - （仮称）北梅田駅（現・大阪駅）間および、（南海）新今宮駅 - （仮称）南海新難波駅 - （仮称）西本町駅 - （仮称）中之島駅 - （仮称）北梅田駅（現・大阪駅）間を第三セクターが整備（建設）し、南海新難波駅、西本町駅、中之島駅および北梅田駅の4駅を新設すること、JR難波 - 北梅田間をJR西日本、新今宮 - 北梅田間を南海が営業主体となって営業（西本町 - 北梅田間はJR西日本・南海が共同営業）すること、2031年春の開業を目標としていることが5者から発表された。大半が地下線で、南海は新今宮駅から南海本線に乗り入れる。阪急も大阪駅 - 十三駅間を結ぶなにわ筋連絡線の新設を調査・検討するとしており、なにわ筋線と直通運転する協議を進める。
2019年7月には鉄道事業法に基づく鉄道事業許可、2020年8月には都市計画法に基づく鉄道路線としての事業認可をそれぞれ受け、2021年10月に本格着工しており、関西高速鉄道が事業主体となり整備が進められている。
なにわ筋線計画が具体化したことにより、悲願であった「梅田進出」が達成される。過去3度、梅田までの延伸を申請していたが、いずれも大阪市に却下されている。また競合するJR西日本が難色を示したことで断念していた。同時に阪神と同じく難波と梅田の両方に拠点駅を置く2社目の関西私鉄となる。

### 軌間
全線がJRの在来線と同じ軌間 1,067 mmの狭軌であり、関西の大手私鉄では唯一標準軌（軌間1,435 mm）の路線を有していない。なお、標準軌の路線を持つ近畿日本鉄道に統合されていた時期を除くと、過去には阪堺線・上町線（1980年に阪堺電気軌道へ譲渡）、平野線・大浜支線（廃止）の各軌道線が標準軌であった。
軌間が国鉄・JRの在来線と同一であることから、総合車両製作所横浜事業所（旧・東急車輛製造）で製造した新製車両をJR線を走行して搬送（甲種輸送）することや、空港線のりんくうタウン駅 - 関西空港駅間でJR西日本の関西空港線と、また建設中のなにわ筋線でJR西日本と同一の線路を共用する、といったことが容易に可能である。1985年までは当時国鉄の紀勢本線にも直通運転していた。その一方、狭軌であるがゆえに、標準軌である大阪市営地下鉄堺筋線（現・Osaka Metro堺筋線）への相互乗り入れ計画が頓挫した（後述）。

## 乗降人員上位30駅
- 数値は2023年 (令和5年) 度の一日平均乗降人員。2023年度は『移動等円滑化取組報告書（鉄道駅）』[79][80]、2011年（平成23年）度は2012年度版『ハンドブック南海』[81]および泉北高速線の駅別乗降客数[82]に掲載された統計資料による。
- 下表には、2025年（令和7年）4月1日以降に南海電鉄に帰属する駅を含む。これらの乗降人員の統計は、大阪府都市開発→泉北高速鉄道時代のものである。
- は2011年 (平成23年) 度と比較して増 () 減 () 増減なし () を表す。
- 増減率は小数第2位を四捨五入した値である。

| 順位 | 駅名             | 人数    | 2011年度比 （%） | 2011年度 順位 | 2011年度 人数 | 路線                     | 所在地             |
| ---- | ---------------- | ------- | ---------------- | ------------- | ------------- | ------------------------ | ------------------ |
| 1    | なんば駅         | 264,499 | 7.6              | 1             | 245,750       | 南海線 高野線            | 大阪府大阪市中央区 |
| 2    | 新今宮駅         | 91,096  | 8.8              | 2             | 83,702        | 南海線 高野線            | 大阪府大阪市西成区 |
| 3    | 天下茶屋駅       | 72,088  | 16.9             | 3             | 61,681        | 南海線 高野線            | 大阪府大阪市西成区 |
| 4    | 堺東駅           | 54,459  | 8.2              | 4             | 59,343        | 高野線                   | 大阪府堺市堺区     |
| 5    | 三国ヶ丘駅       | 36,623  | 2.8              | 6             | 37,696        | 高野線                   | 大阪府堺市堺区     |
| 6    | 泉ケ丘駅         | 35,489  | 18.1             | 5             | 43,313        | 泉北線                   | 大阪府堺市南区     |
| 7    | 堺駅             | 35,058  | 4.9              | 9             | 33,429        | 南海線                   | 大阪府堺市堺区     |
| 8    | 関西空港駅       | 35,020  | 130.9            | 25            | 15,165        | 空港線                   | 大阪府泉南郡田尻町 |
| 9    | 和泉中央駅       | 30,548  | 1.5              | 11            | 30,107        | 泉北線                   | 大阪府和泉市       |
| 10   | 北野田駅         | 30,247  | 12.2             | 8             | 34,450        | 高野線                   | 大阪府堺市東区     |
| 11   | 金剛駅           | 27,488  | 24.2             | 7             | 36,254        | 高野線                   | 大阪府大阪狭山市   |
| 12   | 光明池駅         | 26,134  | 19.8             | 10            | 32,578        | 泉北線                   | 大阪府堺市南区     |
| 13   | 泉大津駅         | 24,862  | 0.1              | 13            | 24,898        | 南海線                   | 大阪府泉大津市     |
| 14   | 深井駅           | 24,416  | 2.6              | 14            | 23,789        | 泉北線                   | 大阪府堺市中区     |
| 15   | 河内長野駅       | 23,181  | 21.6             | 12            | 29,554        | 高野線                   | 大阪府河内長野市   |
| 16   | 中百舌鳥駅       | 22,439  | 0.4              | 16            | 22,532        | 高野線 泉北線            | 大阪府堺市北区     |
| 17   | 泉佐野駅         | 21,968  | 2.6              | 18            | 21,418        | 南海線 空港線            | 大阪府泉佐野市     |
| 18   | 羽衣駅           | 20,094  | 5.0              | 20            | 19,132        | 南海線 高師浜線          | 大阪府高石市       |
| 19   | 岸和田駅         | 19,338  | 16.0             | 15            | 23,030        | 南海線                   | 大阪府岸和田市     |
| 20   | 貝塚駅           | 17,641  | 13.1             | 19            | 20,290        | 南海線                   | 大阪府貝塚市       |
| 21   | 栂・美木多駅     | 16,892  | 24.8             | 17            | 22,449        | 泉北線                   | 大阪府堺市南区     |
| 22   | 和歌山市駅       | 15,352  | 14.5             | 21            | 17,964        | 南海線 加太線 和歌山港線 | 和歌山県和歌山市   |
| 23   | 初芝駅           | 14,995  | 15.5             | 22            | 17,744        | 高野線                   | 大阪府堺市東区     |
| 24   | 春木駅           | 13,247  | 8.8              | 26            | 14,531        | 南海線                   | 大阪府岸和田市     |
| 25   | 石津川駅         | 13,168  | 3.6              | 27            | 13,666        | 南海線                   | 大阪府堺市西区     |
| 26   | りんくうタウン駅 | 12,376  | 59.0             | 42            | 7,784         | 空港線                   | 大阪府泉佐野市     |
| 27   | 三日市町駅       | 12,166  | 30.7             | 23            | 17,543        | 高野線                   | 大阪府河内長野市   |
| 28   | 千代田駅         | 11,246  | 27.7             | 24            | 15,554        | 高野線                   | 大阪府河内長野市   |
| 29   | 北助松駅         | 11,087  | 8.7              | 28            | 12,150        | 南海線                   | 大阪府泉大津市     |
| 30   | 七道駅           | 11,016  | 50.5             | 43            | 7,318         | 南海線                   | 大阪府堺市堺区     |

## 列車種別
南海電鉄における列車種別は以下の通りである。
- 南海本線 - 特急（ラピート・サザン）・急行・-急行-（通称：白線急行）・空港急行・区間急行（区急）・準急行（準急）・普通車（普通）
- 空港線 - 特急（ラピート）・空港急行・普通車
- 和歌山港線 - 特急（サザン）・急行・普通車
- 高野線 - 特急（こうや・りんかん・泉北ライナー・天空[注釈 15]）・快速急行（快急）・急行・区間急行（区急）・準急行（準急）・各駅停車（各停）
- 泉北線 - 特急（泉北ライナー）・区間急行（区急）・準急行（準急）・各駅停車（各停）

上記以外の路線では普通車のみの設定である。-急行-は急行の停車駅の他に、春木駅に追加で停車している。南海本線では空港急行と-急行-および区間急行は行先が違うだけで難波駅 - 泉佐野駅間の停車駅は同じである。
方向幕・種別幕などの案内表示では、快速急行は「快急」、区間急行は「区急」、準急行は「準急」、普通車は「普通」、各駅停車は「各停」と略して表示される。また一部の案内では空港急行も「空急」と略される。
南海本線系統各線が「普通車」、高野線が「各駅停車」となっているのは、両線の列車が複々線の線路を並行して走る南海本線難波駅 - 天下茶屋駅間において、高野線の列車が走る東側2線の線路にしか今宮戎駅・萩ノ茶屋駅のホームがなく、西側2線を走る南海本線の列車はこの2駅を全て通過するためである。1970年以前は南海本線からの各駅停車（東線ローカル）や高野線からの普通車も存在した。

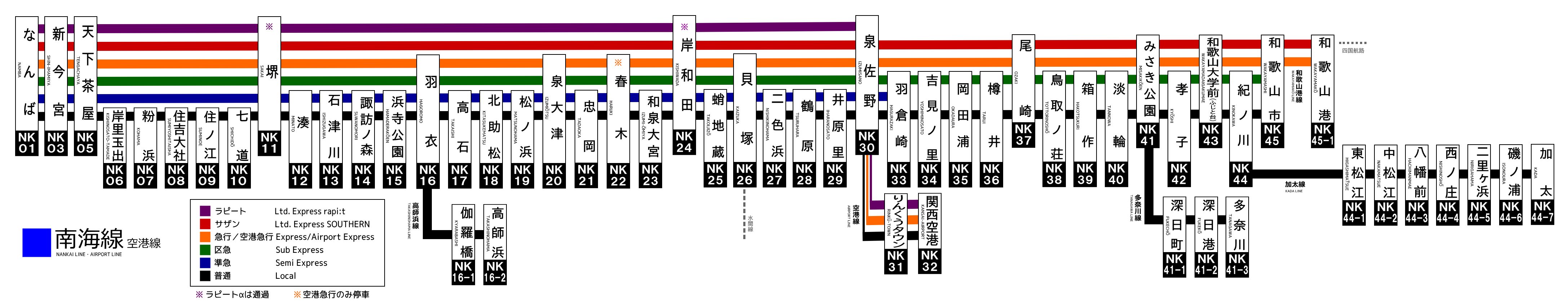
南海線 停車駅

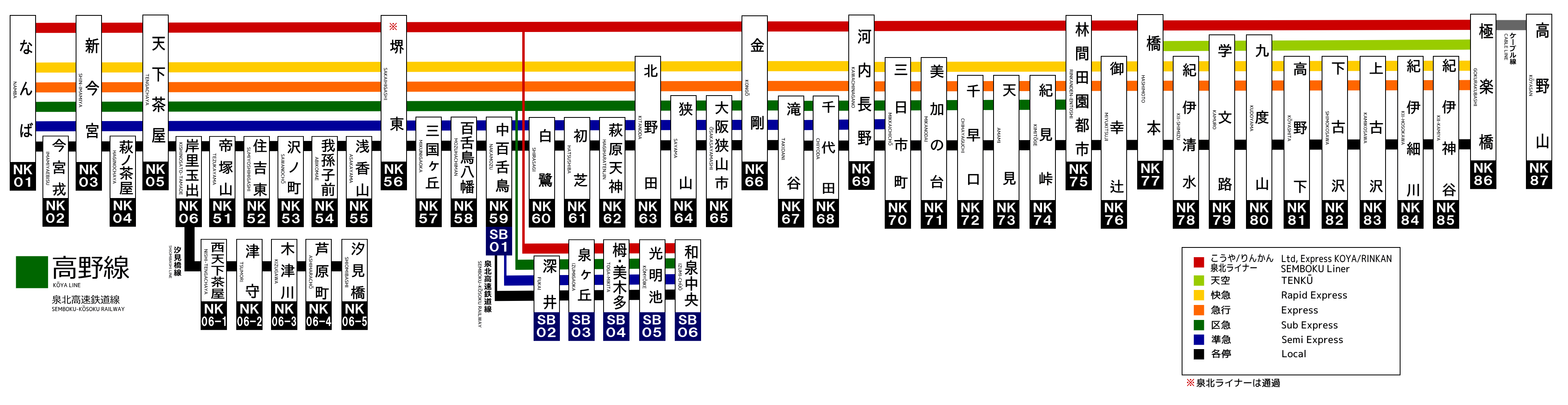
高野線 停車駅

詳しくは各列車種別および路線の記事を参照。

### 列車種別の表示
車両先頭の方向幕・種別幕の表示のほか、列車識別灯（通過標識灯）でも大方判別できる。
- 両側が点灯 - 特急、快速急行、急行、空港急行、区間急行、準急行、回送、試運転、団体専用
- 片側（助士席側）のみ点灯 - 普通車・各駅停車

列車種別の案内色は快速急行以外京阪と同じだが、区間急行と準急行の停車駅の方式が京阪とは逆転している。区間急行が南海の準急行の停車駅方式に準じ、準急が南海の区間急行の停車駅方式に準じている。英語表記も京阪の準急と南海の区間急行が「SUB EXPRESS」、京阪の区間急行と南海の準急行が「SEMI EXPRESS」というように逆転している。

### 行先標
電車の行先表示に方向幕が普及した高度経済成長以後も、車両先頭に掲出して列車種別や運行区間を示す方向板を、関西の大手私鉄では後世まで好んで使用し、駅の売店でもミニサボが発売されている程であった。これらは列車の種類によって丸い板と四角い板を使い分けていたが、南海は本線が丸板、支線が支線内折返列車も本線からの直通列車も角板で表示するのが基本であった。大阪軌道線は丸板と角板を使い分けていたが、貴志川線や泉北高速鉄道は支線という定義により角板である。普通車に使用していた方向板は、他の関西大手私鉄4社は角板だったが、南海のみは前述の理由により、丸板も使用していた。
新造時からの方向幕の設置は、特定の種別に限らず幅広く使用される汎用通勤車の正面という条件に限定すれば、1969年に登場した7100系と22000系で、高野線平坦区間用も翌年6100系が登場している。これは戦後に正面方向幕を採用した例としては、関西の大手私鉄で初である。比較的製造年度の若い車両も、同じ位置に同じ方向幕が比較的容易に後付けできたため（関西の大手私鉄では、阪急以外の4社がこのケースである）、設置が行われていった。

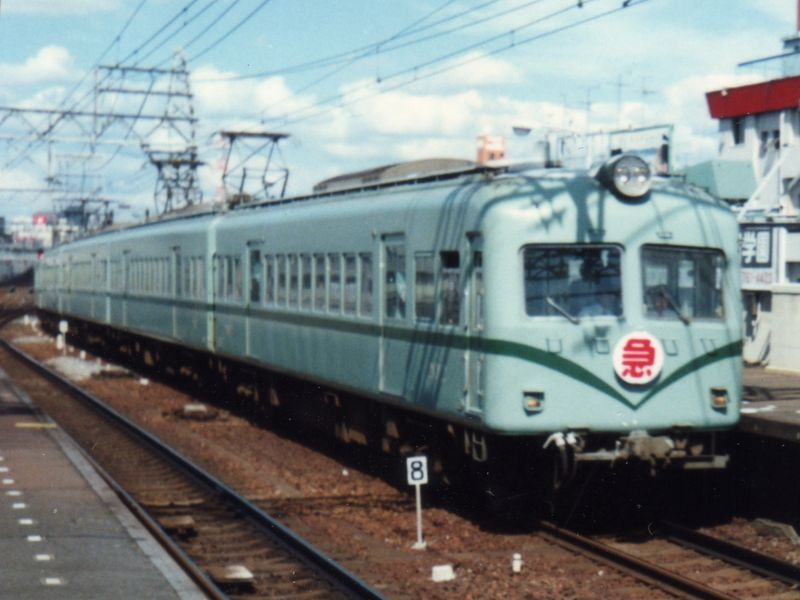
本線用急行板。高野線急行は駅名を記さないことや、この21000系など湘南スタイルの車両は中央に掲示していたことが特徴だった。
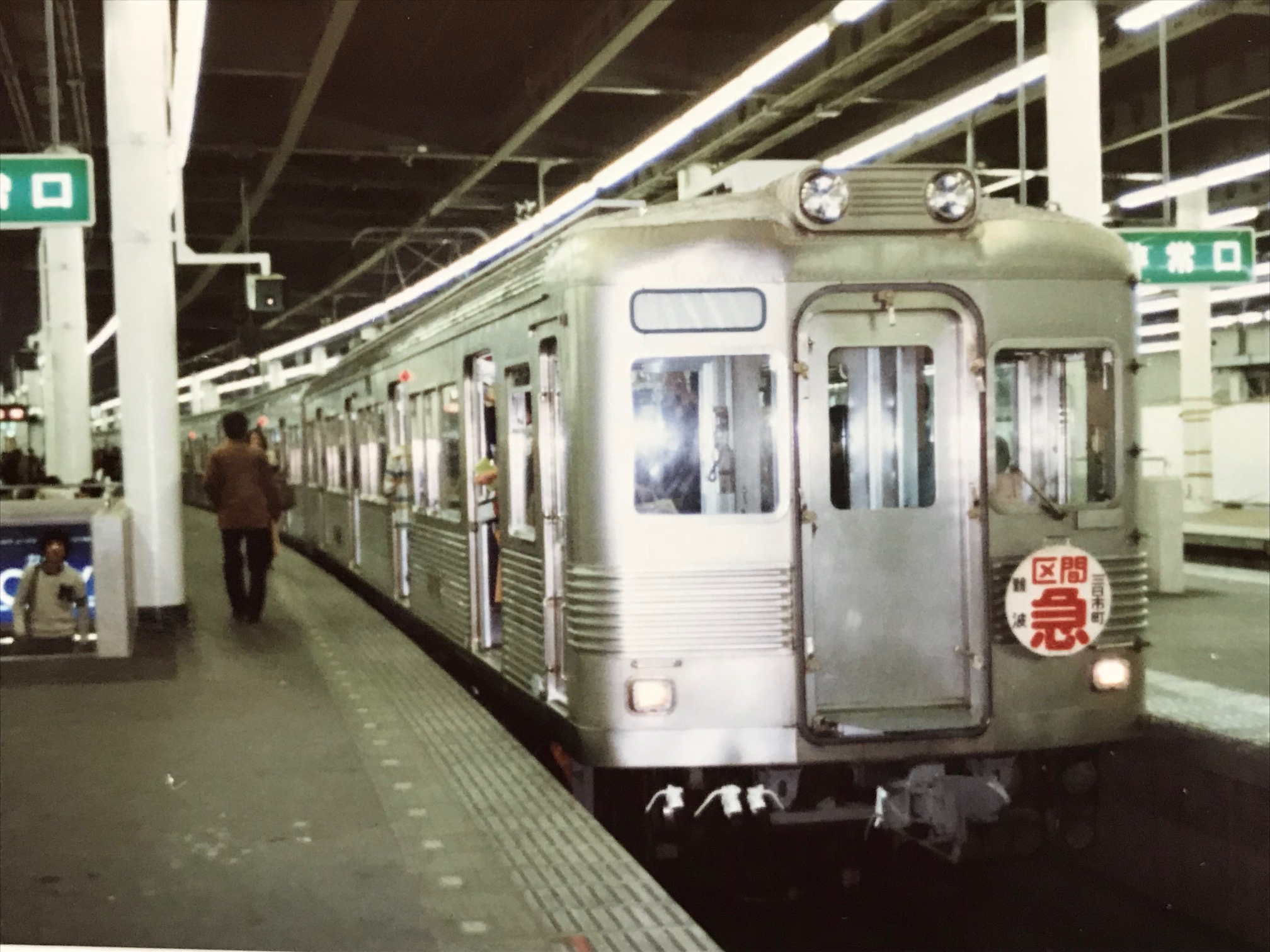
本線用区間急行板。この6000系は左上に方向幕を新設しているが、まだ使用開始していない。
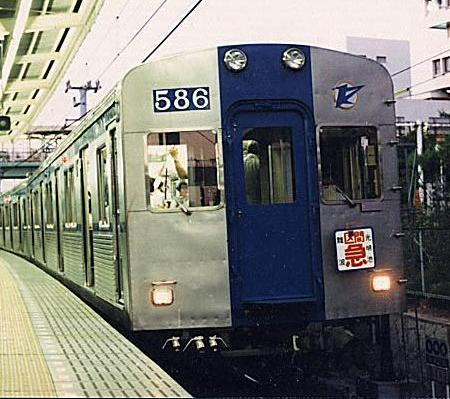
南海と泉北の直通用に、両社が共通で使っていた区間急行用。泉北は支線扱いのため角板である。準急も同じデザイン。車両は泉北100系。
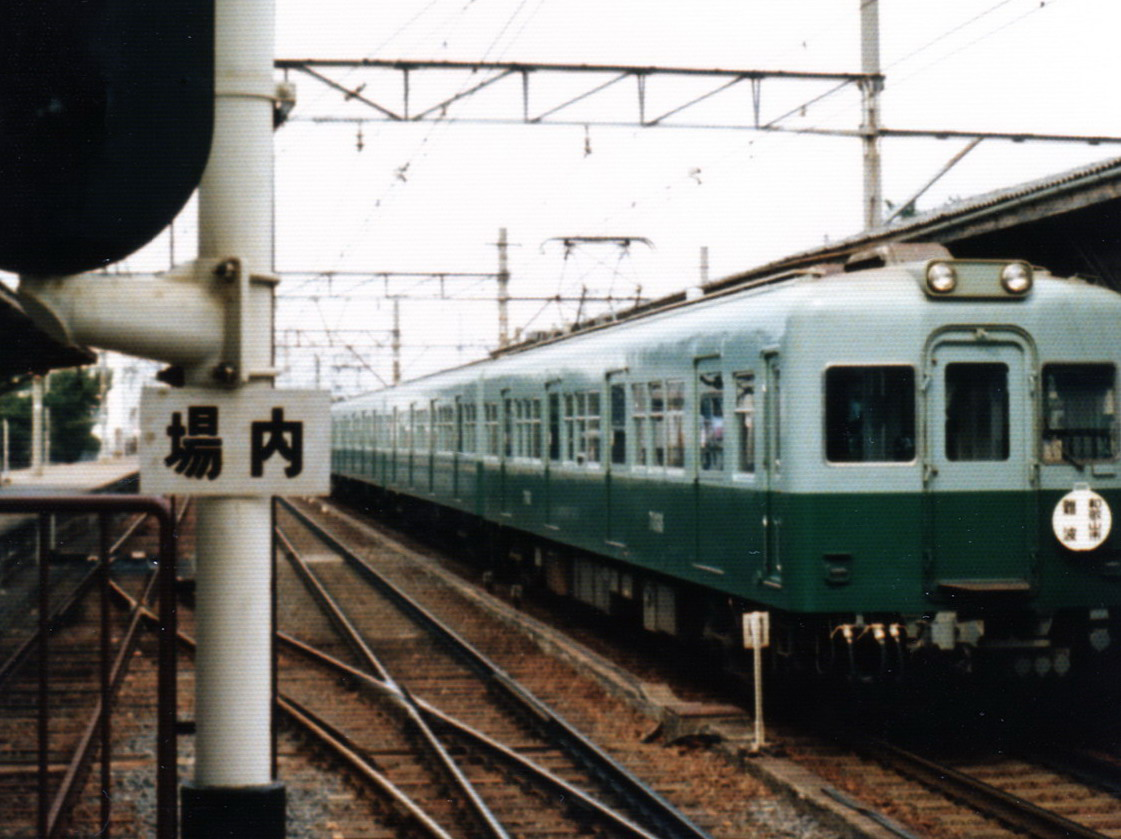
本線用普通板。普通でも関西私鉄で丸板を使っていたのは南海だけ。車両は7000系。
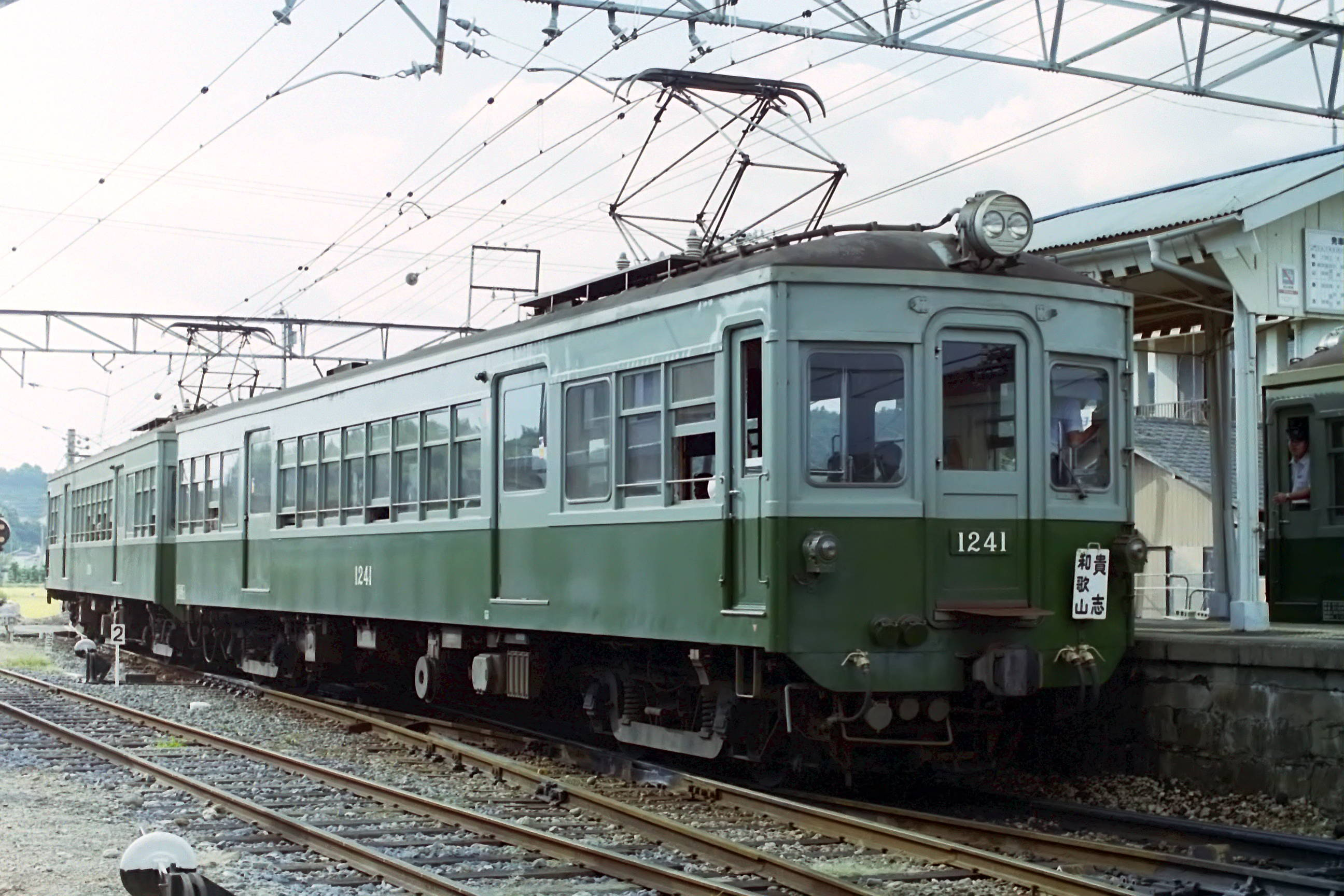
支線用普通板。他の関西大手と比べ、幅が狭かった。車両は1201形。

## 優等列車
南海電鉄では優等列車として特急列車を運行しており、系統に応じて下記の愛称がある。
1. 「ラピート」 南海本線・空港線を走る関西国際空港への連絡列車。
2. 「サザン」 南海本線・和歌山港線での速達列車。南海フェリー徳島航路との接続列車でもある。
3. 「こうや」 高野線を走る高野山への観光列車。
4. 「りんかん」 高野線を走る近郊特急。
5. 「泉北ライナー」 高野線と旧・泉北高速鉄道の路線であった泉北線とを結ぶ直通特急。泉北高速鉄道時代は、準大手私鉄5社での有料特急運転は初の事例であった。
6. 「天空」 高野線橋本以南を走る観光列車。

- 「ラピート」「こうや」「りんかん」「泉北ライナー」は全車座席指定、「サザン」「天空」は一部座席指定である。
- 2005年以降、車掌の携帯端末で特急券（座席指定券）の情報を確認するため、車内改札は原則として行われない。

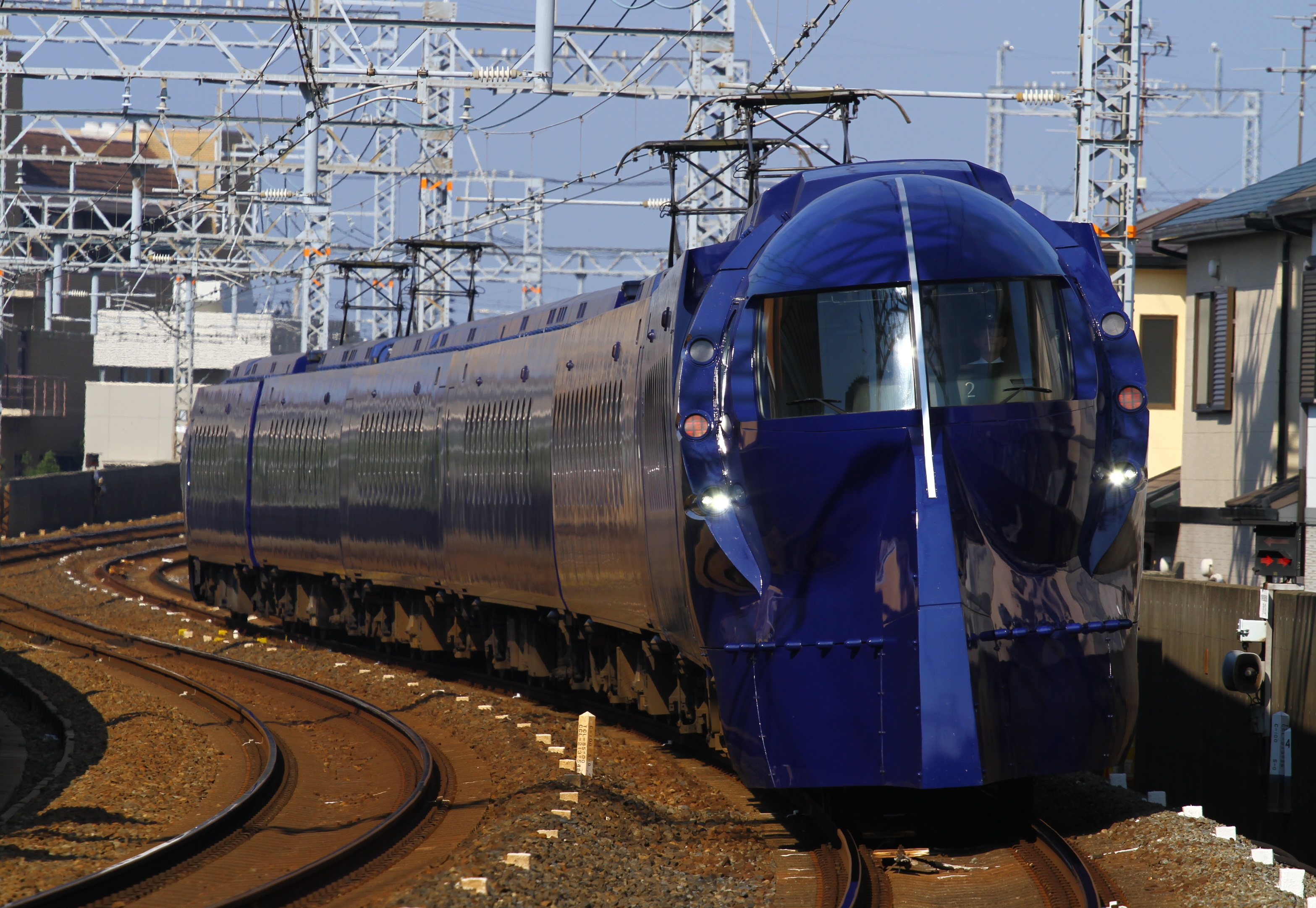
南海本線・空港線を走行する「ラピート」
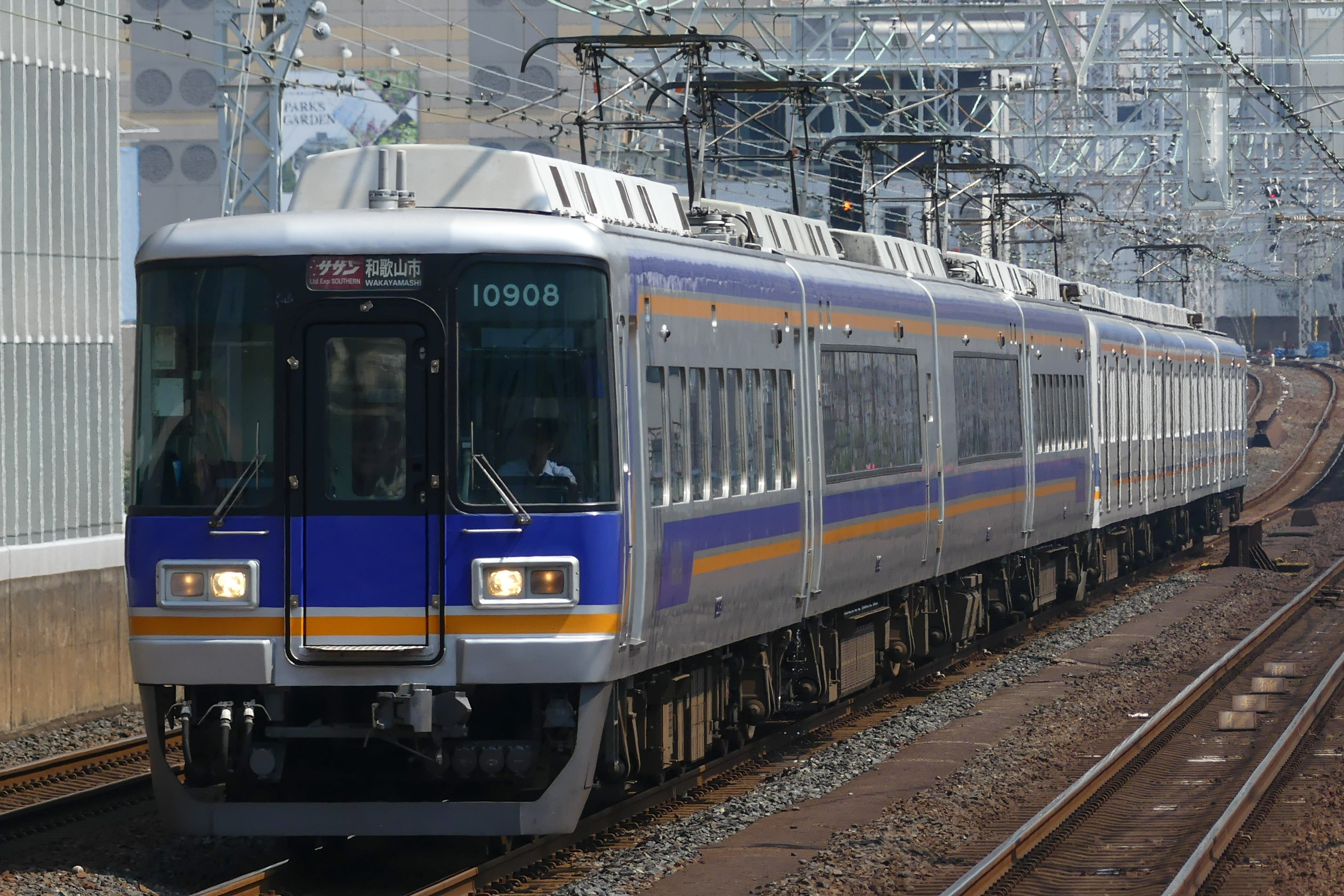
南海本線を走行する「サザン」
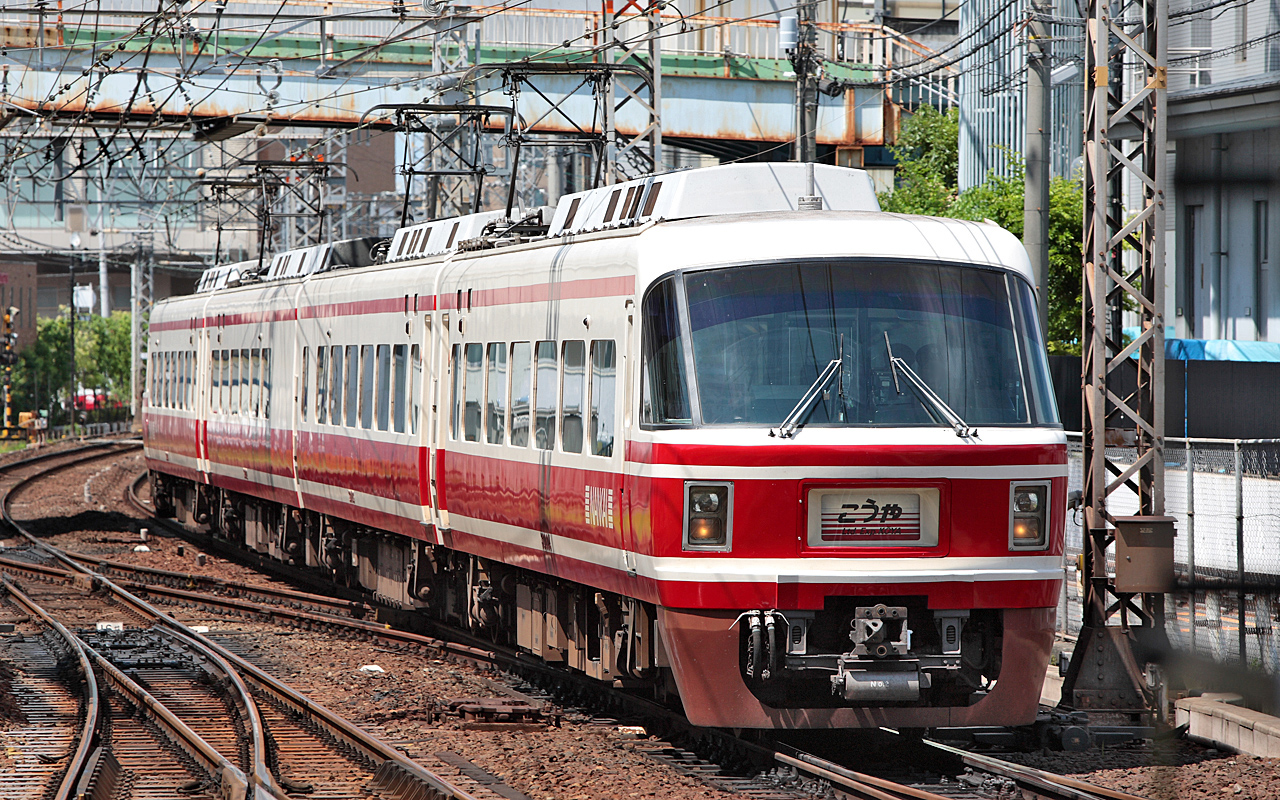
高野線を走行する「こうや」
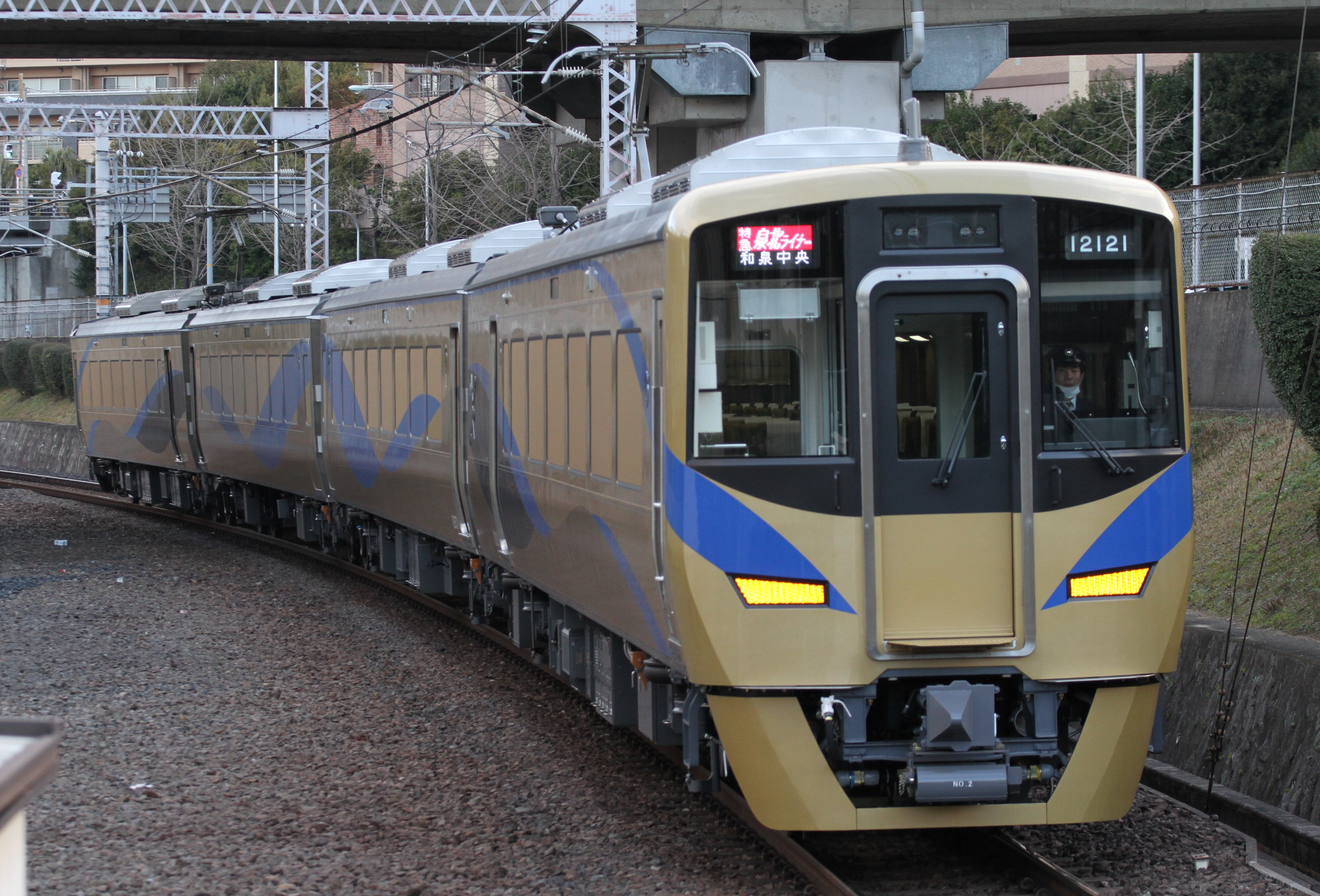
高野線と泉北線との間を直通運転する「泉北ライナー」

### 料金
大人料金（小児は特記のない限り半額・10円未満切り上げ）。2019年10月1日改定。
| 料金         | 料金                         | 金額（円） | 備考                                                                            |
| ------------ | ---------------------------- | ---------- | ------------------------------------------------------------------------------- |
| 特別急行料金 | 泉佐野 - 関西空港間          | 100        | 「ラピート」レギュラーシートにのみ適用                                          |
| 特別急行料金 | 上記以外で 乗車キロ45 kmまで | 520        | 「ラピート」「こうや」「りんかん」「泉北ライナー」に適用                        |
| 特別急行料金 | 46 km以上                    | 790        | 「ラピート」「こうや」「りんかん」「泉北ライナー」に適用                        |
| 座席指定料金 | 座席指定料金                 | 520        | 「サザン」「天空」の座席指定車に適用（自由席車は料金不要）                      |
| 特別車両料金 | 特別車両料金                 | 210        | 「ラピート」のスーパーシートに適用し、特別急行券と合わせて1枚で発売。小児も同額 |

なお、乗り継ぎ料金制度はなく、座席指定特急同士を乗り継ぐ場合（例：天下茶屋駅、新今宮駅または難波駅で「りんかん」から「ラピート」に乗り継ぎ）は、各列車の料金がそれぞれ必要となる。

### 特急券（座席指定券）の発券方法
前述の通り、南海の特急は「サザン」の自由席車を除き、すべて全車座席指定のため、乗車には乗車券（PiTaPa/ICOCAそれらと相互利用できる交通系ICカードを含む）のほかに特急券（座席指定券）が必要になる。
「ラピート」「こうや」「りんかん」「泉北ライナー」の特急券、「サザン」の座席指定券は以下の場所で購入可能。原則として1か月前の10時から発売している。
- 主要駅の窓口
  - 駅窓口での発券方法はJR線のマルスと違い、係員が空席情報を見て発券時に一番良いと思われる席を指定する方式である（空いていれば購入者自身で指定できる）。難波駅ではグループ会社の南海国際旅行が特急券・座席指定券の発売を南海より委託されている。
- 南海国際旅行や日本国内の主要旅行代理店（「泉北ライナー」を除く）
- 特急停車駅の一部自動券売機
  - 現金、ICカード残高が利用できる。また、一部の券売機ではクレジットカードも利用できる。
- 南海・特急チケットレスサービス[86]
  - パソコンやスマートフォンからインターネットを利用し特急券、座席指定券を購入できるサービス。
  - 会員登録を行っていない場合はクレジットカードのみが利用できる。
  - 会員登録を行っている場合は購入金額に応じて南海特急ポイントが付与される。クレジットカード、特急積立金、南海特急ポイント利用による支払いが可能。また南海特急ポイントはminapitaポイントと相互に交換可能。
- ホーム上の特急券自動券売機
  - 列車発車の20分前より発売開始。その時点で満席の場合は発売されずその列車には乗車できない。
  - 現金、ICカード残高が利用できる。クレジットカードは使えない。

「天空」の座席指定券は上記各列車とは異なり、乗車希望日の10日前から前日まで「天空予約センター」で電話のみの予約受付となっている。

### 特急列車の号車・座席番号
特急列車の号車番号は、関西空港・和歌山港・高野山・和泉中央方の先頭が1号車で統一されている。
座席番号は数字のみで付番されている。関西空港・和歌山港・高野山・和泉中央方面を向いて左側の窓側を1番として、窓側を奇数、通路側を偶数とする（2013年3月ダイヤ変更までの近鉄特急と同様のルールだが、近鉄とは異なり一部の座席を欠番として、車椅子スペースを設置している）。

## 車両基地
南海線検車区
- 住ノ江検車区
- 羽倉崎検車支区
- 和歌山出張場

高野線検車区
- 小原田検車区
- 千代田検車支区
- 高野山検車区
- 光明池車庫（元泉北高速鉄道の車両のみ所属）

工場
- 千代田工場

## 乗務員区所
南海線列車区
- 堺エリア（南海本線・空港線・和歌山港線・高師浜線）
- 泉佐野エリア（南海本線・空港線・和歌山港線・多奈川線）
- 和歌山エリア（南海本線・空港線・和歌山港線・加太線）

高野線列車区
- 難波エリア（高野線 難波駅 - 橋本駅・極楽橋駅、岸里玉出駅 - 汐見橋駅、泉北線 中百舌鳥駅 - 和泉中央駅）
- 中百舌鳥エリア（高野線 難波駅 - 橋本駅、泉北線 中百舌鳥駅 - 和泉中央駅）
- 光明池エリア（泉北線 中百舌鳥駅 - 和泉中央駅）
- 橋本エリア（高野線 難波駅 - 極楽橋駅、泉北線 中百舌鳥駅 - 和泉中央駅）

## 駅管区
- 出典:ハンドブック南海2021 (PDF)

### 駅長所在駅と管轄駅

#### 南海線
- 難波駅（単駅管理）
- 新今宮駅（今宮戎駅 - 岸里玉出駅）
- 堺駅（粉浜駅 - 石津川駅）
- 泉大津駅（諏訪ノ森駅 - 忠岡駅、高師浜線各駅）
- 岸和田駅（春木駅 - 二色浜駅）
- 泉佐野駅（鶴原駅 - 樽井駅、りんくうタウン駅）
- 和歌山市駅（尾崎駅 - 和歌山市駅、多奈川線各駅、和歌山港駅）
- 関西空港駅（単駅管理）
- 加太駅（加太線各駅）

#### 高野線
- 住吉東駅（汐見橋駅 - 西天下茶屋駅、帝塚山駅 - 我孫子前駅）
- 堺東駅（浅香山駅 - 白鷺駅）
- 北野田駅（初芝駅 - 金剛駅）
- 河内長野駅（滝谷駅 - 天見駅）
- 橋本駅（紀見峠駅 - 高野下駅）
- 高野山駅（下古沢駅 - 高野山駅）

## 運賃
大人普通旅客運賃（小児半額・10円未満切り上げ）。2023年10月1日改定。
鉄道線（泉北線内各駅相互間を除く）
| キロ程  | キロ程                  | 運賃（円） | キロ程    | 運賃（円） |
| ------- | ----------------------- | ---------- | --------- | ---------- |
| 1 - 3   | 1 - 3                   | 180        | 55 - 59   | 880        |
| 4 - 7   | 4 - 7                   | 240        | 60 - 64   | 930        |
| 8 - 11  | 8 - 11                  | 290        | 65 - 69   | 970        |
| 12 - 15 | 12 - 15                 | 370        | 70 - 74   | 1,010      |
|         | 難波駅 - 中百舌鳥駅間内 | 350        | 70 - 74   | 1,010      |
| 16 - 19 | 16 - 19                 | 420        | 75 - 80   | 1,060      |
| 20 - 23 | 20 - 23                 | 490        | 81 - 86   | 1,090      |
| 24 - 27 | 24 - 27                 | 540        | 87 - 92   | 1,140      |
| 28 - 31 | 28 - 31                 | 610        | 93 - 98   | 1,190      |
| 32 - 35 | 32 - 35                 | 650        | 99 - 104  | 1,230      |
| 36 - 39 | 36 - 39                 | 690        | 105 - 110 | 1,280      |
| 40 - 44 | 40 - 44                 | 740        | 111 - 116 | 1,320      |
| 45 - 49 | 45 - 49                 | 790        | 117 - 122 | 1,360      |
| 50 - 54 | 50 - 54                 | 850        | 123 - 128 | 1,400      |
- 南海線と高野線とにまたがって乗車する場合の営業キロ程は、難波駅 - 天下茶屋駅間各駅と高野線各駅相互の場合は岸ノ里分岐点接続で、その他の各駅相互の場合は岸里玉出駅接続で営業キロ程を合計する。
  - 天下茶屋駅 - 岸ノ里分岐点間 0.7 km

- 難波駅 - 中百舌鳥駅間内の12 - 15 km区間（370円区間）は普通運賃に限り大人350円・小児180円の特定運賃。
- 空港線内または空港線と他線をまたがって乗車する場合は、上表で求めた全乗車区間の金額に、空港線内の乗車区間に応じて以下の金額を加算する。
  - 泉佐野駅 - りんくうタウン駅間 130円
  - 泉佐野駅 - 関西空港駅間 230円

りんくうタウン駅 - 関西空港駅間 (6.9 km) のみを乗車する場合は、大人370円・小児180円の特定運賃（この区間を共用するJR西日本も同額）
- 泉北線内のみを発着駅とする場合は下記の「泉北線内各駅相互間」の運賃が適用される。
- 泉北線 和泉中央駅発着の場合は上表で求めた全乗車区間の金額に20円を加算する。
- 泉北線と他線にまたがって乗車する場合の運賃のうち、合併前の運賃（泉北線以外の南海の路線と泉北線を別立てで計算したうえで金額を合算し、乗継割引100円を適用した額）のほうが安価な場合はそちらに据え置かれている。

泉北線内各駅相互間
泉北線内の各駅相互間の大人普通旅客運賃（小児半額・10円未満の端数は切り上げ、小児のIC運賃は一律50円）。2023年10月1日改定。
| キロ程  | 運賃（円）       | 運賃（円）       |
| キロ程  |                  | 加算運賃         |
| ------- | ---------------- | ---------------- |
| - 2km   | 180              | （200）[注釈 17] |
| 3 - 4   | 200              | 220              |
| 5 - 6   | 220              | 240              |
| 7 - 8   | 240              | 260              |
| 9 - 10  | 260              | （280）[注釈 17] |
| 11 - 12 | 280              | 300              |
| 13 - 14 | 300              | （320）[注釈 17] |
| 15 -    | （320）[注釈 18] | 340              |
- 和泉中央駅と他の駅の間を乗車する場合は20円を加えた加算運賃が適用される（上表の「加算運賃」欄の金額）

鋼索線
500円
郊外型に近い路線体形で、京阪神間を走る大手私鉄と比べ利用客が少なめのため、中距離以上の運賃は近鉄などと同じように高めに設定されている。
かつて南海の路線であった貴志川線とそれ以外の鉄道線は運賃体系が別々で、乗車キロの通算制度がなかったため、貴志駅 - （南海貴志川線）→和歌山駅 - （JR紀勢線） - 和歌山市駅 - （南海線） - なんば、のように利用するとかなり高くなってしまうという問題があった（この区間の例では、和歌山電鐵移管直前の2006年3月時点で貴志川線(14.3 km)360円+JR紀勢線(3.3 km)180円+南海線(64.2 km)890円=1,430円。仮に運賃体系が同じで通算制度があれば当時の運賃額で南海(78.5 km)970円+JR紀勢線(3.3 km)180円=1,150円となる）。
また、相互直通運転している泉北線が泉北高速鉄道の運営であった時は、泉北高速鉄道線の各駅と南海の各駅（中百舌鳥駅除く）間を中百舌鳥駅を経由して利用する場合の普通運賃はそれぞれの普通運賃を合算したものから100円（大人）を割り引いた額としていた。泉北高速鉄道線の運賃体系は南海と別であったが、割引額が大きいことから、乗車キロを通算して南海の運賃体系に当てはめた場合とほぼ変わらなかった。ただし、通勤定期運賃は南海に比べ割高であった。2015年2月までの乗継割引額引き上げ前は、泉北高速線の通学定期運賃も割高であり、通学1か月は中百舌鳥 - 和泉中央間 (14.3 km) が泉北7,910円に対し、同じ距離に相当する南海（難波 - 白鷺間14.4 km）の通学1か月は5,290円と約1.5倍の開きがあったが（普通運賃は泉北が320円、南海が330円）、2015年3月1日に南海・泉北高速線間の乗継割引額の20円から100円への引き上げと、泉北高速線内の通学定期旅客運賃の値下げが行われ、中百舌鳥駅 - 和泉中央駅間の通学1か月は5,940円となった。
2025年4月1日の泉北高速鉄道の南海への吸収合併後は、全区間を通しての営業キロに南海の運賃表を適用した運賃（和泉中央駅利用時の加算運賃は変更なし）となる。ただし、泉北線内利用や、変更後のほうが高額となる一部区間の普通運賃については現状維持とされる。
さらに分岐駅通過の特例として、南海本線と高野線との分岐駅である岸里玉出駅と、南海本線と加太線の分岐駅である紀ノ川駅には、いずれも優等列車が停車しないため（ただし後者は普通のほかに区間急行も停車する）、天下茶屋駅 - 岸里玉出駅間（天下茶屋駅#南海電気鉄道の項も参照）と紀ノ川駅 - 和歌山市駅間（南海加太線#運行形態の項も参照）ではそれぞれ、重複（折り返し）乗車が認められている。
2023年10月1日の運賃改定で、高野線の一部区間において特定運賃を設定した。

### 回数乗車券
回数乗車券は、利用者数の減少およびICカードの利用の定着に伴い、2023年3月31日をもって身体障がい者・知的障がい者用を除き販売を終了した。
- 普通回数乗車券：11枚で10回分の運賃。
- 時差回数乗車券：平日の10 - 16時および土・休日に使用可能。12枚で10回分の運賃。
- 土・休日割引回数乗車券：土・休日に使用可能。14枚で10回分の運賃。
- 通学用回数乗車券

### 乗車カード・企画乗車券・特急券
以下の各項目を参照。
- 交通系ICカード
  - 南海グループカード minapita - 南海発行のPiTaPaカード
  - ICOCA - IC乗車カード。2017年3月25日発売開始。
- クレジットカードなどのタッチ決済（一部の駅のみ）
  - スマート好きっぷ[92]
- 定期特別急行券・定期座席指定券
- 企画乗車券[93]、南海デジタルきっぷ[94]
  - 高野山・世界遺産きっぷ、高野山・世界遺産デジタルきっぷ
  - りんくうプレミアム・アウトレットきっぷ、りんくうプレミアム・アウトレットデジタルきっぷ（旧：関空・りんくうプレミアムきっぷ）
  - 関空トク割 ラピートきっぷ、ラピートデジタルきっぷ
  - 和歌山観光きっぷ、和歌山観光デジタルきっぷ
  - 加太観光きっぷ、加太観光デジタルきっぷ
  - 金剛山ハイキングきっぷ、金剛山ハイキングデジタルきっぷ
  - 好きっぷ、とくしま好きっぷ
  - 京成×南海 特得チケット
- KANSAI MaaS で発売される企画乗車券
  - 堺おでかけフリーパス
- スルッとQRtto で発売される企画乗車券
  - NANKAI 1DAY PASS（大阪・関西万博開催期間限定）
  - Let's Go! 通天閣チケット
  - 高野山おでかけきっぷ
  - 大阪周遊パス
- LINKTIVITY で発売される企画乗車券
  - 3・3・SUNデジタルフリーきっぷ - 近畿日本鉄道・名古屋鉄道との3社間の鉄道路線が利用できる。2025年4月にデジタルきっぷになって19年ぶりに発売。

過去に発売されていたもの。「→」で後継の乗車券を示す。
- 乗車カード
  - マイチケット - 自動券売機で切符に引き換えができるカード。
  - 南海コンパスカード - 南海発行のスルッとKANSAI対応カード。カードに印字される符号はNKである。
- 特急券
  - DAY5特急回数券 - 2019年12月をもって発売終了。
  - ラピート得10きっぷ - 関空トク割 ラピートきっぷの発売に伴い、2012年12月8日をもって販売終了[95]。
  - ラピート得ダネ往復券 - 関空トク割 ラピートきっぷの発売に伴い、2012年12月8日をもって販売終了[95]。
- 3・3・SUNフリーきっぷ - 2006年8月発売終了。近鉄・名鉄との3社間の鉄軌道路線が利用できた乗車券。
  - ワイド3・3・SUNフリーきっぷ - 2006年3月発売終了。南海・近鉄・名鉄の3社間に加え各社の関連会社・沿線付近の交通機関も利用できた乗車券。
- サービック - 2009年4月からこの名称は使用されていない。
  - 高野山フリーサービック →高野山・世界遺産きっぷ
  - 高野山・立里荒神サービック →高野山・立里荒神きっぷ
  - 徳島とくとくサービック →とくしま好きっぷ
  - 浪花なみなみサービック →好きっぷ
  - みさき公園1日遊園の旅サービック →みさき公園わくわくきっぷ
  - みさき公園ぷ〜るらんどRioサービック →みさき公園ウキウキきっぷ（夏季に発売）
  - みさき公園わくわくきっぷ
  - みさき公園ウキウキきっぷ（夏季に発売）
  - 潮干狩りサービック
- 企画乗車券
  - 和歌山万葉きっぷ →和歌山おでかけきっぷ→和歌山観光きっぷ
  - 京都 宇治・洛南1dayチケット
  - Peach・なんばきっぷ
  - 奈良・斑鳩1dayチケット - 2020年度版をもって発売終了、他社は発売継続。
  - 高野山・立里荒神きっぷ - 2020年度版をもって発売終了
  - 犬鳴山温泉&ハイキングきっぷ - 2020年度版をもって発売終了
  - 大型児童館「ビッグ・バン」きっぷ - 2020年度版をもって発売終了
  - 堺・ハーベストの丘きっぷ - 2020年度版をもって発売終了
  - 大阪周遊パス 南海関空版 - 2020年度版をもって発売休止
  - OSAKA海遊きっぷ - 発売休止中
  - 関空ちかトクきっぷ - 2023年9月30日で発売終了[96]
  - 京都アクセスきっぷ - 2023年9月30日で発売終了[96]
  - 神戸アクセスきっぷ - 2023年9月30日で発売終了[96]
  - 奈良アクセスきっぷ - 2023年9月30日で発売終了[96]
  - 関空アクセスきっぷ - 関西国際空港へのアクセスの乗車券のため自社では発売せず。2023年9月30日で発売終了[96]
  - 関西1デイパス
    - 2009年よりJR西日本との共同企画商品として発売。JR西日本のアーバンネットワークエリアの一日乗車券に、南海電気鉄道・京阪電気鉄道、および近畿日本鉄道（2012年度より）のいずれか一社の一日乗車券への引換クーポンが付属したものである。これまでに「関西1デイ納涼パス/夏の関西1デイパス」「秋の関西1デイパス」「冬の関西1デイパス」「春の関西1デイパス」が発売されている。2023年2月27日で発売終了（公式発表なし）。

  - 高野山1dayチケット - 高野山へのアクセスの乗車券のため自社では発売せず。2025年より「高野山おでかけきっぷ」として発売。

### クレジットカードなどのタッチ決済とQRコードによる入出場
2021年4月より、16駅（当初）に専用改札機を設置し、Visaのタッチ決済またはQRコードによる入出場の実証実験を開始した。約1年8か月の実験ののち、2022年12月12日以降も同サービスを継続している。

#### クレジットカードなどのタッチ決済
入出場時にタッチ決済対応のクレジットカードやデビットカードを専用改札機にかざすことで乗車区間の運賃を決済するもので、2021年4月3日よりVisaで実証実験を開始した。駅の改札でのVisaのタッチ決済による利用区間の運賃支払いは日本国内初である。また公共交通機関全体でも早い段階での導入となる。その後、グループ会社の南海りんかんバス、南海フェリー、泉北高速鉄道での導入や、JCB、American Express、Diners Club、Discover、銀聯、Mastercardへの対応など規模を拡大し、2025年3月4日時点で汐見橋駅 - 西天下茶屋駅、深日町駅 - 多奈川駅、下古沢駅 - 極楽橋駅を除く各駅で利用可能となっている。

#### QRコード
事前にきっぷを購入し、スマートフォン上に表示されたQRコードを専用改札機にかざすことで改札通過を可能とするもの。利用可能駅はクレジットカードなどのタッチ決済が利用可能な駅と同様。グループ内で主に使用される「南海デジタルきっぷ」（アクアビットスパイラルズの「スマートプレート」を使用）のほか、関西MaaS協議会の「KANSAI MaaS」、スルッとKANSAIの「スルッとQRtto」、リンクティビティの「LINKTIVITY」上で発売されている。
「南海デジタルチケット」として2021年4月15日より実証実験を開始したのが始まりで、翌年に名称を「南海デジタルきっぷ」に変更している。

## 旅客案内

### 車内放送
南海では元来、標準語ではなく大阪弁（泉州弁や河内弁）、もしくは和歌山弁のアクセントや発音による車内放送が行われていた。ところが関西国際空港の開港を控えた1990年代初頭から、これらの放送が空港連絡鉄道として相応しくないとの批判が増え始めたため、アナウンサーによるイントネーション講習会の開催や手本となるカセットテープの配布、社内の「案内放送用語例」の改訂などを行い、現在のスタイルの原型を作り上げた。
さらに2004年6月1日からは、「もてなしの気持ちを表現しながら、より簡潔・明瞭な情報をお伝えする」ため、車内案内放送が一部変更されている。また、これに伴い、車掌などアナウンスに関わる業務に携わる全従業員を対象に、発声等に関する全社的な研修が行われた。
近年ではインバウンド効果による外国人観光客の増加の影響で多言語による旅客案内も強く要求されるようになった。2015年の8300系を導入を皮切りに自動放送を導入。2017年以降全ての特急列車と南海本線・空港線のほとんどの列車に導入された。日本語と英語の2か国放送が基本ではあるが関西空港駅への旅客案内やマナー啓発放送は中国語・韓国語を加えた4か国語での案内が行われている。

### 駅の案内サイン
南海電鉄の駅では、CIを導入した1993年より、非常に多種多様なピクトグラム（図記号）を用いた案内サイン看板を使用し始めるようになった。その見易さや分かり易さから、社団法人日本サインデザイン協会が主催するコンテストで表彰を受けるなど、高い評価を受けている。近年設置されている駅サインのうちの一部のピクトグラムは、財団法人交通エコロジー・モビリティ財団が制定した「一般案内用統一図記号ガイドライン」に準拠したものも使われ始めているが、一方で、独特の斬新なデザインを取り入れた矢印の記号などは現在でも使われている。これらの駅サインに関するマニュアルは、1989年に同社内で制定されたが、このマニュアルに沿った駅サインが設置されている駅は、2010年代前半までは同社の厳しい財政事情が影響し、主要駅を中心にまだ少数に留まっていたが、その後はプリンタで出力するという安価に更新できる方式で駅サイン（特に駅名標）を更新している。南海が2008年3月28日に発表した『2010年までの3か年事業計画（堅進126計画）』において、提供するサービスの品質向上の一環として「案内サイン及び放送等の多言語化の推進」に取り組むとしている。韓国語・中国語を併記した案内表示や交通エコロジー・モビリティ財団の標準案内記号の導入に関しては、バリアフリー等の改良工事が終わった駅から順次導入されている。また2013年度から難波駅を皮切りにLED照明への切り替えを随時進めている。
駅名標などにおける、固有名詞のローマ字表記については、多数の鉄道事業者で小文字混じりの表記方法（例：「Ōsaka」「Umeda」など）が採用されている中、2022年5月現在でもすべて大文字表記（例：「NAMBA」「WAKAYAMASHI」など）の、旧・国鉄などが採用していた鉄道掲示規程に準じた表記方法となっている。
最新の駅名標のデザインは1993年にCIを導入した際にリニューアルしたものがベースとなっている。このため、1994年に開業した空港線では最新タイプのみしか存在していない。
2012年4月1日に駅ナンバリングが全駅で導入されたが、大部分の駅では駅名標の改修は行われず既存のものにシールで貼り付ける形になっていた。しかし2013年以後は大半の駅で駅名標の交換が行われており、旧式の駅名標は数を減らしている。
2013年から一部の駅を除いて改札口に16:9サイズのディスプレイを設置、通常時はCMを流している。各線で運行支障があった場合はこのディスプレイで運行情報が表示（主要駅では路線図で）される。また南海各線の運行情報のみならず、徳島航路や金剛山ロープウェイ（オフシーズンは除く）の運行情報、また沿線の海水浴場の遊泳禁止情報（夏場のみ）も流している。

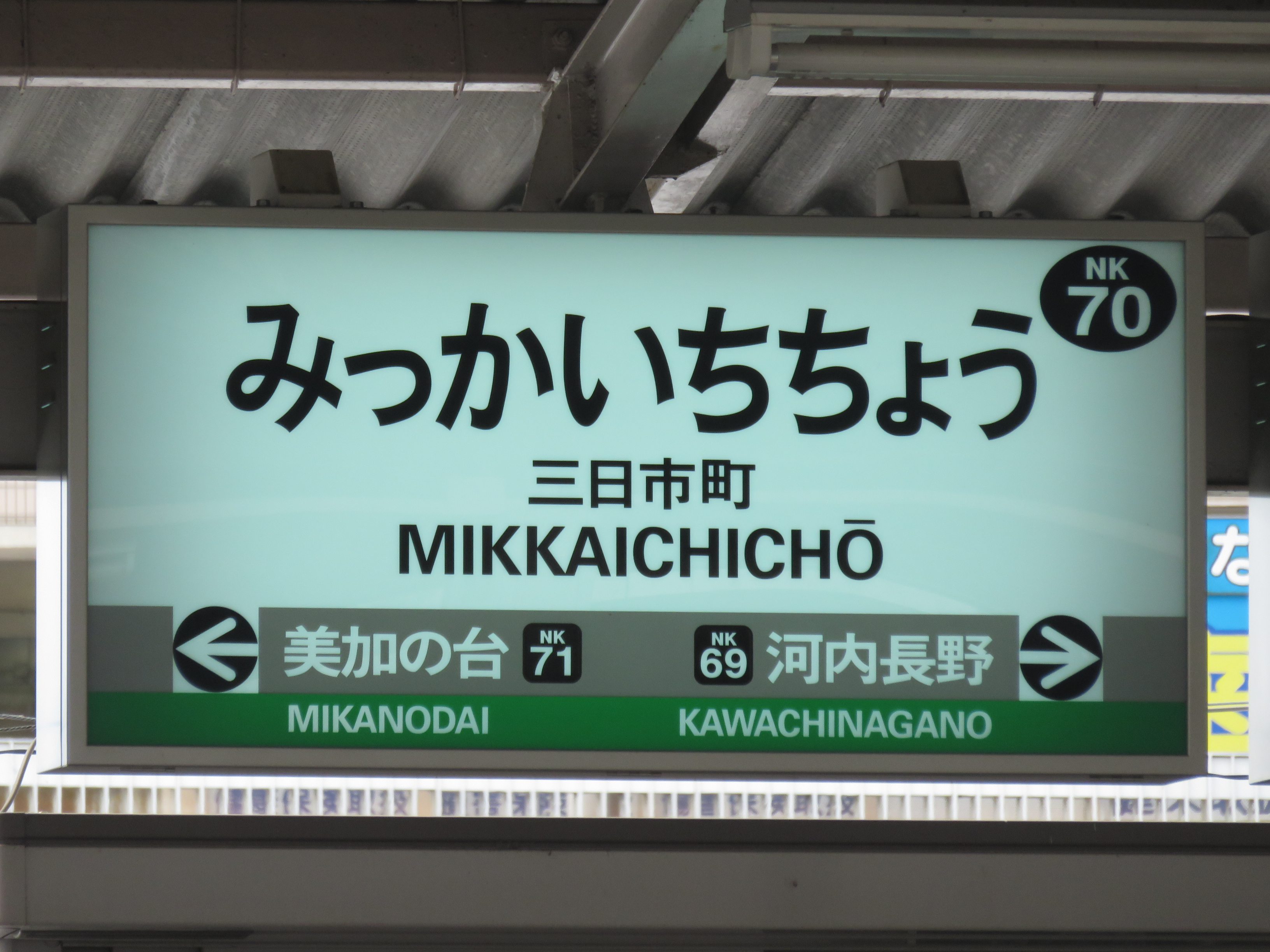
ローマ字が大文字表記の駅名標（三日市町駅）

## 特記事項

### 駅名
関西の大手私鉄では、京阪神の起点・終点となる駅は大阪難波駅、大阪上本町駅、大阪阿部野橋駅、大阪梅田駅、京都河原町駅、神戸三宮駅など、大阪、京都、神戸などの都市名が頭に付いている駅があり、それが正式な駅名となる前から都市名を付けて案内されていたが、南海のターミナル駅である難波駅は「大阪」を付けていない。単に「なんば」と案内している。なにわ筋線開業後は南海の起点・終点駅で「大阪」と付く駅に大阪駅が加わる。
また、他社の同名駅と区別するために「南海」を頭に付けた駅名も存在しない。ただし、過去には山手線（元阪和電気鉄道、現在の阪和線）の南海天王寺駅・南海鶴ケ丘駅・南海東和歌山駅の事例があった。また、なにわ筋線に設置される仮称・南海新難波駅が仮称通りの駅名に決定すれば、約90年ぶりに南海の冠名が復活することとなる。

### 地下駅
地下駅がなく、地下鉄にも乗り入れておらず、地下鉄乗り入れ対応車両も保有していない。大手私鉄でこの3点が該当するのは、南海のほかには西日本鉄道のみである。
将来的には、計画中の地下線であるなにわ筋線（前述）が完成すれば、南海新難波駅（仮称）が自社管理の地下駅となる。なお、なにわ筋線に設置される予定の駅のうち西本町駅と中之島駅（いずれも仮称）については、JR西日本・南海のいずれの管理駅とするのか、あるいは関西空港駅と同様に2社での共同管理とするのかは未定であるが、大阪駅（地下ホーム）は、梅田貨物線との分岐駅となる関係上、JR西日本の管理駅となり、なにわ筋線に設置する予定の駅では最も早く2020年に駅名が決定している。車両面では50000系の置き換えおよびなにわ筋線末端区間の南海新難波駅（仮称） - 新今宮駅間にある44‰の急勾配にも対応できるズームカー並の登坂能力を持つ地下線対応・大阪駅 - 新大阪駅の乗り入れに対応する一般車両を計画している。

### 地下鉄乗り入れ計画
1963年の大阪市交通事業基本計画で策定された大阪市交通局高速電気軌道6号線（現在のOsaka Metro堺筋線）と相互乗り入れを行う計画があった。6号線には、京阪神急行電鉄（現在の阪急電鉄）も天神橋付近での相互乗り入れ希望し、それぞれの規格が異なっていたことから激論となった。
大阪市は御堂筋線などの既設路線で1,435 mm軌間（標準軌）・直流750 V 第三軌条方式を採用していたことから、6号線についても当初はトンネル断面を最小限に抑えられ、また自局他線との車両融通が容易なこの規格による路線建設を希望していた。そのため、それぞれ規格の異なる両社との相互乗り入れには消極的で、特に軌間・集電方式・電圧（当時は直流600 V。ただしこの当時既に1500 Vへの昇圧が決定していた）の規格が全く異なる南海との乗り入れに対しては、当初から消極的であった。
最終的には、日本万国博覧会の開催決定や千里丘陵の宅地開発を考慮し、当時の運輸省大阪陸運局長の裁定によって、堺筋線を軌間1,435 mm、直流1,500 V 架空電車線方式で建設し、阪急千里線などからと相互乗り入れとすることで決定。南海への乗り入れは実現しなかった。
1971年12月8日都市交通審議会第13号答申では、堺筋線の動物園前 - 天下茶屋間が緊急整備区間に挙げられた。この区間の計画時にも大阪市と南海の協議が続けられ、南海は大阪市から標準軌に改軌して相互直通運転を行うことと、天王寺支線の廃止を求められた。南海はいずれも困難として交渉が難航したが、両者の歩み寄りにより南海が天王寺支線を廃止し、大阪市が南海との相互直通運転を断念することで合意した。

### ダイヤ・臨時列車
- お盆期間中（原則として8月13日 - 15日）の平日は、関西の私鉄や地下鉄ではほとんどの路線が土曜・休日ダイヤ（または土曜ダイヤ）で運行されるが、南海は平日ダイヤで運行される。これは、空港線内のりんくうタウン - 関西空港間がJRと共用になっているため、JRの平日ダイヤに合わせざるを得ないからである。なお、高野線や泉北高速鉄道線も平日ダイヤで運行される。この関係で、土曜・休日ダイヤで運行されている各社局で使用できる土休日回数券も、南海では使用できない。
- 近年はやや増加傾向にはあるが、催し物による臨時列車の本数や頻度が少ない。特に岸和田だんじり祭・春木だんじり祭の開催日（毎年敬老の日直前の土曜・日曜日）や正月三が日（この時は特急以外の昼間時間帯の全列車が住吉大社駅に停車する。一部時刻変更あり）においては南海線を中心に激しく混雑するものの、大晦日から元日にかけての終夜運転の列車を除いて臨時列車をほとんど走らせない（ただし、南海線では2扉車の普通電車を4扉車に変更（加えて編成両数を4両から6両に変更する場合もあり）する。また、関西国際空港開港以前には、岸和田だんじり祭・春木だんじり祭の2日間、泉大津駅 - 羽倉崎駅間で臨時の普通列車を走らせていたことはある。このため、岸和田駅上り線ホームのフラップ式行先表示機には「普通 泉大津」「各駅にとまります」と書かれたパターンが残っている）。2008年には、沿線で行われた野外コンサート「a-nation'08」への対応で、難波駅 - 高石駅間の臨時準急が多数運転された。また、泉大津フェニックスでの野外ロック・フェスティバル（「RUSH BALL」や「OTODAMA 音泉魂」など）開催時には特急サザンを泉大津駅に臨時停車する場合がある。
- 近年はお盆に臨時列車として難波駅 - 極楽橋駅間に特急（全車自由席の一般車で運行・特急料金不要）を、橋本駅 - 極楽橋駅間に各駅停車やノンストップの列車を運転している。またPL花火大会（毎年8月1日）の時には近鉄南大阪線・長野線での激しい混雑を敬遠して高野線の利用客が増加する傾向であることから臨時列車を出すことがある。

### 他社との共同PR
- 2008年に東証一部へ再上場してからは、首都圏でも積極的にPRするようになった。東京の南青山で「高野山カフェ」を行う時期がある。また首都圏の鉄道事業者（東京都交通局、京浜急行電鉄、京成電鉄など）とのコラボレーションも展開し、互いに吊り広告などで割引切符や沿線にある名所のPRを行っている。
- 関西圏でも、2008年から「KEIHAN NANKAIええとこどり」キャンペーンとして、京阪電気鉄道やその子会社である叡山電鉄と展開している。2009年の阪神なんば線開業時から、阪神電気鉄道との間でも同様のPRを展開している。
- 2009年以降、同じ山岳路線を持つ私鉄会社（富士山麓電気鉄道・神戸電鉄・大井川鐵道・小田急箱根・叡山電鉄・アルピコ交通）で全国登山鉄道‰（パーミル）会を結成し、こちらでもコラボレーションによるPRを展開している。
- 2011年からは、近鉄との間でも「Nan×Kinめぐるーと」キャンペーンを行っている。
- 2012年は通天閣開業100周年の年ということもあって「新世界キン肉マンプロジェクト」が開催され、子会社の阪堺電気軌道のほかJR西日本とも共同PRが行われている。
- また首都圏各社や九州の大手民鉄である西日本鉄道の鉄道ファン向けイベントでも積極的に出店し、PRを行っている。
- 2014年にはラピート運行開始20周年記念と、劇場版『機動戦士ガンダムUC episode 7 「虹の彼方に」』の公開記念でタイアップ行事を実施[113]。「ラピート」を赤い外装の50000系電車で運行。
- 2014年9月7日から2015年8月31日の間、Peach Aviationとの共同プロモーション、「Peach×ラピートハッピーライナー」を実施し、「ラピート」をPeach カラーの特別デザインの50000系電車で運行[114]。2015年8月23日には和歌山港線にも入線[115]。
- 2015年11月21日から2016年5月8日の間、2015年12月18日公開の映画『スター・ウォーズ/フォースの覚醒』とタイアップし、「ラピート」を黒い外装の50000系電車で運行した[116]。運行期間中にはTVCMも放映された。

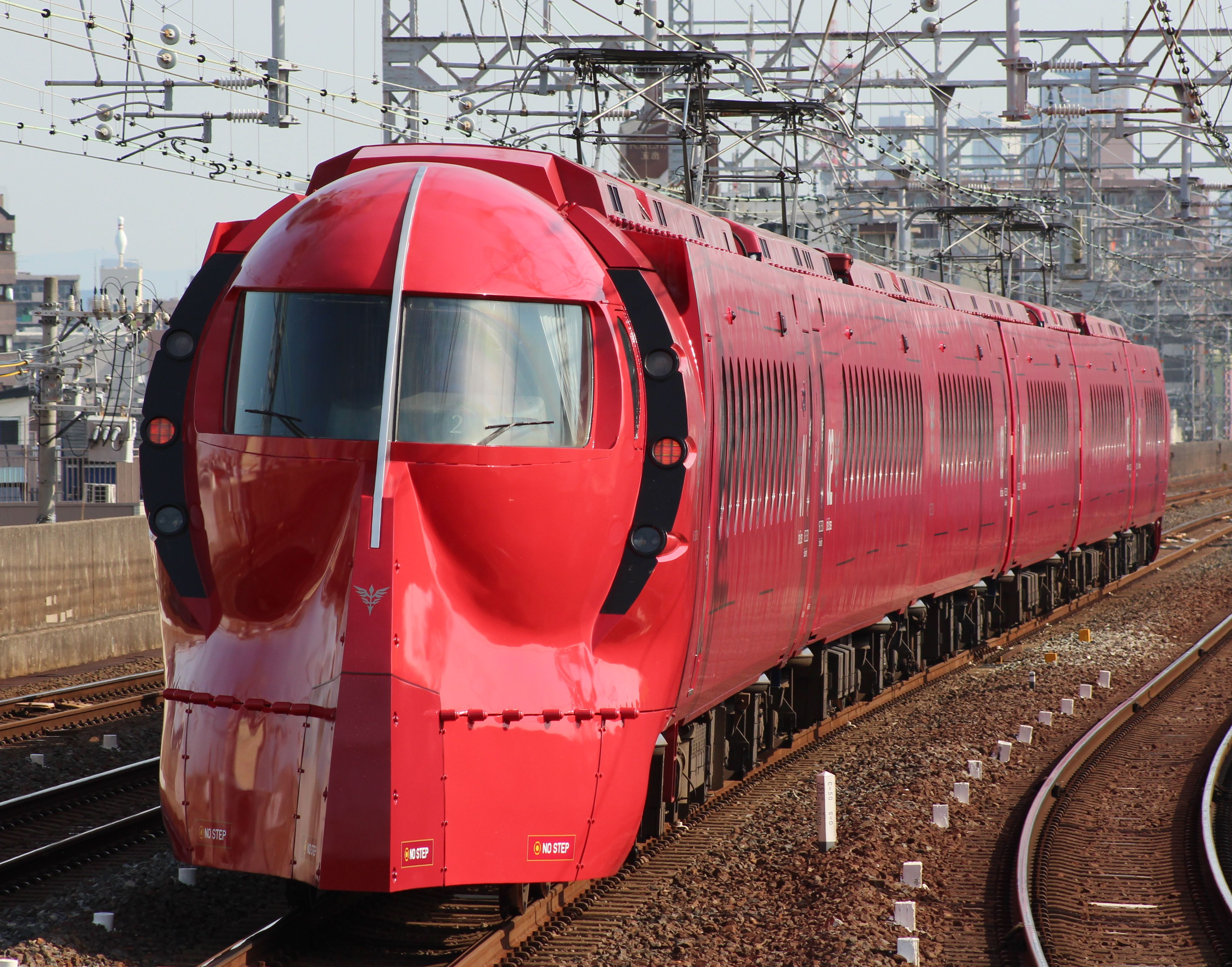
ラピート×ガンダムUC ネオ・ジオン バージョン

### その他
- 1987年から2005年の間（ただし一時期発売されていない時期もあった）、『南海時刻表』が発売されていた。2007年のダイヤ変更から2019年の南海線ダイヤ変更まで時刻表は無料配布の形に変更となっていた。ただし、従前の南海時刻表と異なり南海線・空港線系統と高野線系統で別製作となっており、沿線案内や南海バスの主要路線や阪堺電気軌道の時刻表は掲載されていなかった。2021年のダイヤ変更ではポケット時刻表を含め、時刻表の配布及び販売は行われず、南海電鉄ホームページまたは南海アプリから確認することになる（一部の駅ではQRコードが配布されているほか、駅に設置されている時刻表にQRコードが掲載されている）。
- 1995年に泉北高速鉄道の車両を含む全車両の運転席の運行スタフ（時刻表）が、タッチパネル式ディスプレイ表示（乗務行路指示の内容が記録されたICカードを読み込んで表示する方式）に統一された。全車両の運転席の運行スタフがディスプレイ化されるのは関西民鉄初である。なお、この装置は、列車選別装置（停車駅通過防止装置）を兼ねており、列車が停車駅に近づいた時に、「●●駅 停車」というディスプレイ表示の点滅とともに、運転士側・車掌側の双方で警告チャイム音が鳴る。
- 2007年より駅の便所に無水小便器（米国ファルコン・ウォーターフリー・テクノロジーズ社製、後にLIXIL製品も採用）を設置している。これにより水道使用量の削減、それに伴い二酸化炭素排出の削減を実現させている[117]。この無水小便器は、2011年に新造された12000系の車内トイレにも設置された[118]。なお、2016年以降にトイレリニューアルプロジェクト等で、リニューアルされた駅の小便器は無水式ではなく、センサー式となっている。
- 南海電車のトイレの歴史は古く1913年（大正2年）製造の電附1形（後のクハ1821形）が日本初の便所付き電車である[119]。
- 昭和30年代から40年代には三木鶏郎作詞・作曲、唄・伴久美子によるコマーシャルソング「南海電車の歌」が使用されていた。なお、同じ三木鶏郎の作品としては、「京阪特急」や「近鉄特急」など、他の民鉄各社でもそれぞれ使用された。
- 2015年には、創業130周年記念のプロモーション「愛が、多すぎる。NANKAI」を展開している[120]。イメージソングは田原俊彦の「愛が、多すぎる。」[121]。2016年にはプロモーション用のマスコットとして「黒い鳥」がお目見えし、名前は公募により「大杉愛多（おおすぎあいた）」に決定している。
- 2015年2月には、訪日外国人旅行者向けにラピートのデザインをモチーフとしたイメージキャラクター、「ラピートルジャー」を公表した。3月26日から2017年12月まで50000系第4編成の乗務員扉横にラピートルジャーのラッピングが施された。
- 2017年4月1日より全列車昼間時でも前照灯を点灯（昼間点灯）するようになった。
- 大手私鉄では阪急電鉄（阪急阪神東宝グループ）および京成電鉄と共にみどり会の会員企業であり三和グループに属している[122]。このため、南海のメインバンクは三和グループもルーツの一つになっている三菱UFJ銀行である[注釈 25]。

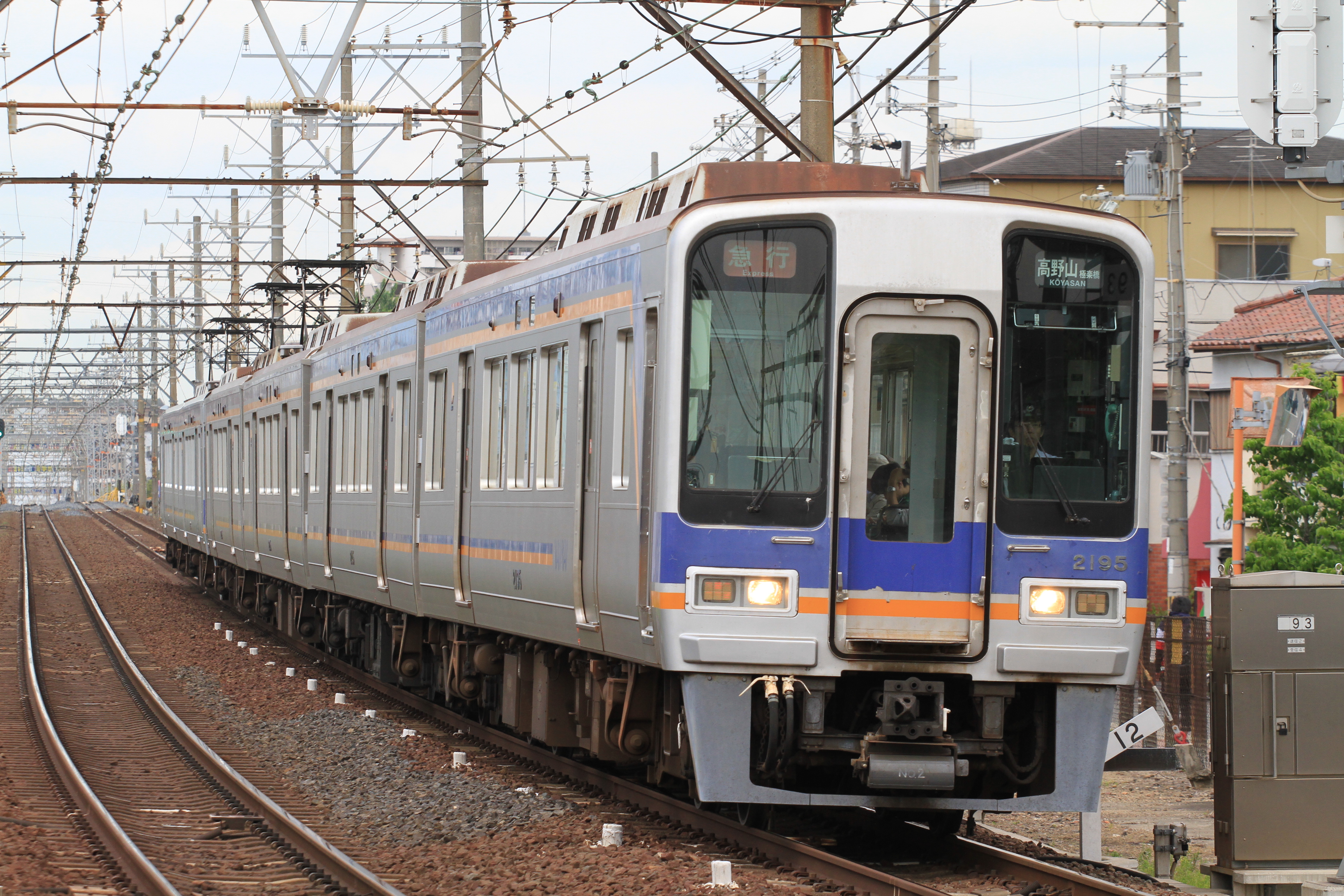
昼間点灯を実施した車両の一例（2000系）

## 南海とゆかりのある人物
- 松本重太郎
- 藤田伝三郎
- 田中市兵衛
- 根津嘉一郎 (初代)
- 寺田甚吉 - 元社長で近畿日本鉄道設立時に会長。
- 川勝傳 - 社長・会長、日本民営鉄道協会会長、南海ホークスオーナー（1968年 - 1988年死去まで）。存命中はホークスの身売りを頑なに拒否していたが川勝の没後ホークスはダイエーに身売りされた。

## 南海と関連する企業
- 大阪市高速電気軌道（大阪市交通局の鉄軌道事業を継承。Osaka Metro） - 不定期であるが、大阪市営時代より車内広告を相互に掲示するなど広告面で協力関係がある。また子会社の南海商事と東急グループの東急不動産と共同で天王寺駅、なんば駅、梅田駅の駅ナカ施設「ekimo」のディベロッパーも展開。
- 近畿日本鉄道（近鉄グループホールディングス） - 戦時中統合されていた。なお、2011年からは共同観光誘致キャンペーン「Nan×Kinめぐるーと」を展開している。
- 阪和電気鉄道 - 南海のライバル会社で阪和線の前身。戦時中南海が買収して「山手線」に改称した。
- 泉北高速鉄道 - 唯一、相互直通運転を行っていた会社。大阪府都市開発という大阪府が出資する第三セクターであったが、2014年5月15日に大阪府が南海に株式を売却する契約を締結、同年7月1日に南海の傘下に入り[123][34]、社名を運営する路線（泉北高速鉄道線）と同名の泉北高速鉄道と改めた。2025年4月1日に南海に吸収合併され[61][5]、合併後は同じ会社の路線として相互直通運転を行うことになり、他社線との相互直通運転ではなくなった[注釈 26]。また鉄道事業と共に同社の流通事業も南海が引き継いだ。
- 京阪電気鉄道 - コンビニエンスストア「アンスリー」を共同経営しているほか、駅配布のフリーペーパー「Kプレス」を南海の駅に置いたり、南海発行のフリーペーパー「NATTS」を京阪の駅（淀屋橋駅・天満橋駅・香里園駅・枚方市駅・樟葉駅）に置いたり、不定期であるが車内広告を相互に掲示したりと広告面で協力関係がある。また難波駅の駅ナカ（「SWEET BOX」）のディベロッパーも行っている。戦前は和歌山水力電気の買収や阪和電気鉄道への資本参加などで南海の営業エリアである和歌山にも影響力を持っていた。
- 阪神電気鉄道 - 過去にコンビニエンスストア「アンスリー」を共同経営していたほか、ウォーキングイベントなどを共同開催する関係がある。また阪神なんば線開業後は、難波駅乗換の連絡定期やフリーチケットを設定したり、沿線をPRするポスターを共同制作して車内や駅などに掲出したりしている。
- 名古屋鉄道 - かつて共同で「3・3・SUNフリーきっぷ」を発行していたほか、共同で沿線情報紙上でのプロモーションを展開している[124]。
- 東京都交通局、東武鉄道、西武鉄道、京成電鉄、京浜急行電鉄、西日本鉄道 - 共同で沿線情報紙上でのプロモーションを展開している[125]。
- 和歌山電鐵 - 元々南海が所有していた貴志川線（和歌山 - 貴志）の運営を引き継いだ。両備ホールディングスのグループ会社。
- Peach Aviation - 関西国際空港を拠点とする格安航空会社（LCC）。機内で難波駅までの特急「ラピート」の特急券付きの割引切符を発売している。
- 東急車輛製造・総合車両製作所 - 南海が所有するほとんどの車両はここで製造されている。1968年に、それ以前のほとんどの車両を製造していた帝國車輛工業（堺市、跡地にアリオ鳳が2008年開店）を東京急行電鉄のグループ会社である東急車輛製造が吸収合併したことによる。
- 近畿車輛 - 南海が所有する車両のうち、7000系・7100系および8300系はここで製造されている[126]。
- 日立製作所 - 一部の例外を除き制御装置を納入している。
- 日本製鉄（旧・住友金属工業） - 一部の例外を除いて台車を納入している。1984年2月まで和歌山製鉄所向けに加太線・和歌山港線で貨物列車が運転されていた。
- ダイキン工業 - 日本初の鉄道車両用冷房装置を堺工場（堺市北区）で製造し、近くを走る南海に納入した。
- ダイエー - 所有していた球団（南海ホークス）の譲渡先。
- ソフトバンク - 所有していた球団の現在の所有者。
- アバン - 女性乗務員の業務の委託先。
- 髙島屋 - 主要株主[注釈 27]の一社で、南海沿線の難波駅に大阪店、堺東駅に堺店、和歌山市駅に和歌山店（2014年8月閉店）、および高野線と相互乗り入れしている泉北高速鉄道泉ケ丘駅に泉北店（パンジョ）を出店。
- 551蓬萊 - 主要駅の駅構内を中心に店舗を展開。駅構内での初出店が難波駅だった。
- 北欧フードサービス - 設立当初は南海の子会社だった。
- MBSメディアホールディングス - 主要株主の一社で、傘下の毎日放送でのホークス戦試合中継数が南海ホークス時代から他局より多く繋がりが深かった。2003年まで南海は当時の毎日放送の第10位の大株主でもあった[127]。また、南海ホークスの本拠地だった大阪スタヂアム（大阪球場）跡地のなんばパークスに傘下の毎日放送（MBSラジオ）のサテライトスタジオがあった。
- テレビ大阪 - かつては20:55のニュースの後に「南海スポットナウ」のタイトルが入ったCM（インフォマーシャル形式）が流れていた。また、南海も含めて在阪の私鉄各社が相乗りで設立に関与するなど、関係が深い。
- 東京スター銀行 - 2013年まで主要駅構内に、ATM網「駅の銀行ATM・ひきだし上手」を展開していた。
- 泉州銀行（現・池田泉州銀行） - 南海電鉄がかつて大株主であった（現在は池田泉州ホールディングスの完全子会社）。
- ステーションネットワーク関西 - 阪急電鉄系の会社ではあるが、2013年以降南海の駅に設置されているATM「PatSat（パッとサッと）」を展開している。上記の池田泉州銀行が幹事行となっている。
- 紀陽銀行 - 紀陽ホールディングス（2013年に紀陽銀行と合併して解散）設立時まで南海電鉄が大株主であった。
- テレビ和歌山 - 同局のみで流れる、和歌山県内向け独自の南海グループのCMが放送されている。
- 和歌山放送 - 南海電鉄が筆頭株主となっている。
  - なお、テレビ和歌山・和歌山放送の2局では空港特急「ラピート」のCMは流していない。
- セゾングループ（西武流通グループ） - なんばCITYの開業に当たって、当時流通業のノウハウがなかった南海電鉄に対して全面的なバックアップを行った。